# وسط بيروت

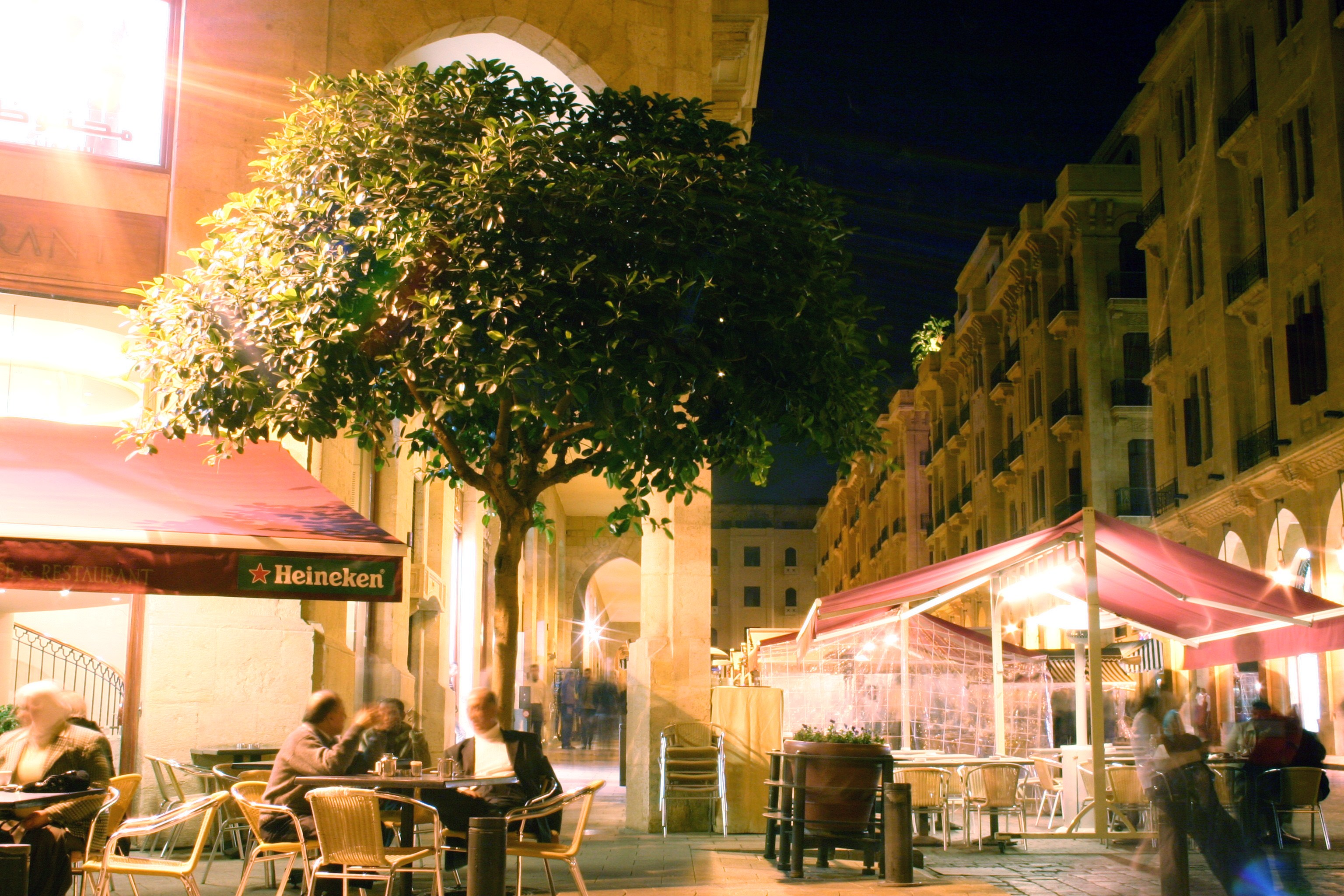
منطقة وسط بيروت

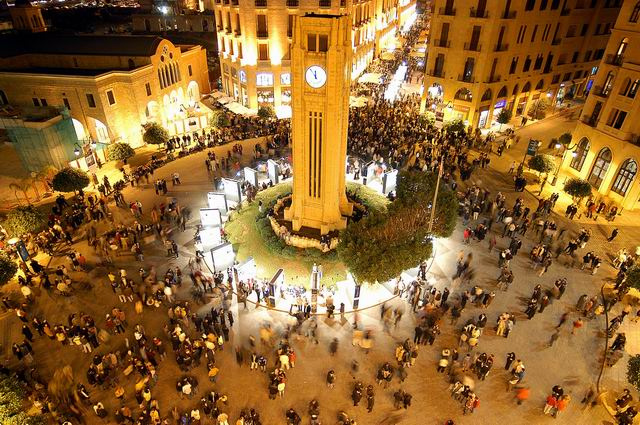
ساحة النجمة هي قلب مدينة بيروت

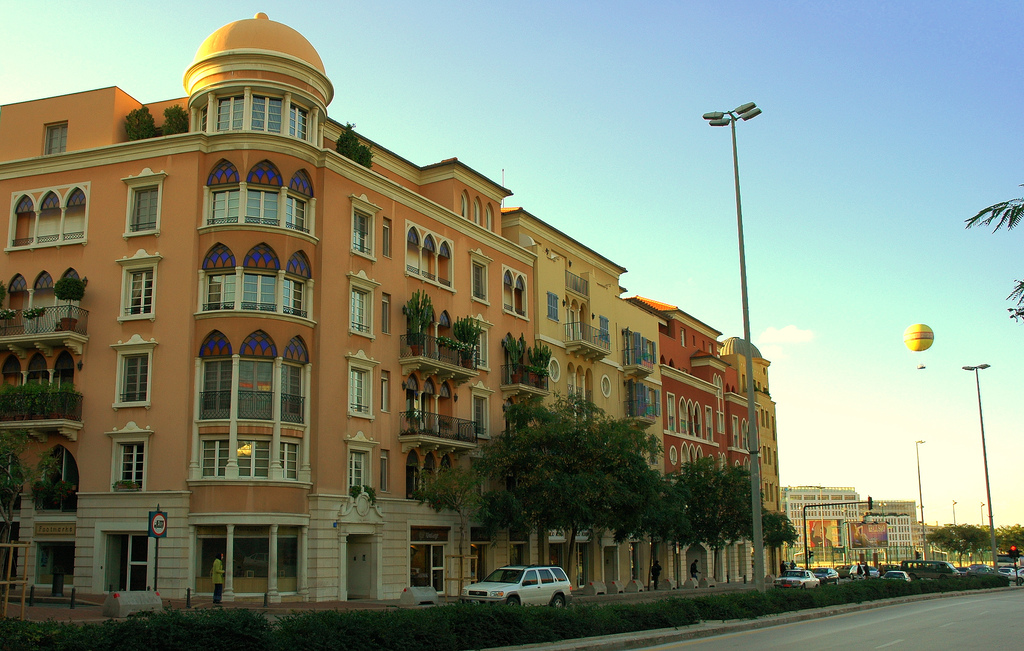
حي الصيفي

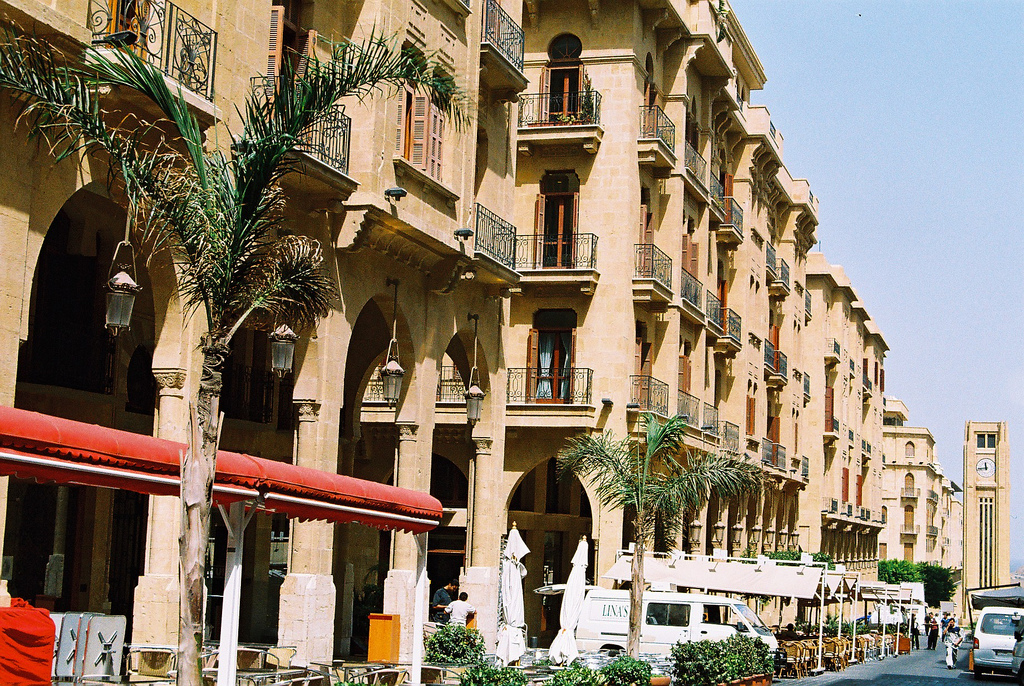
شارع المعرض وهو شارع رئيسي في المنطقة الوسطى

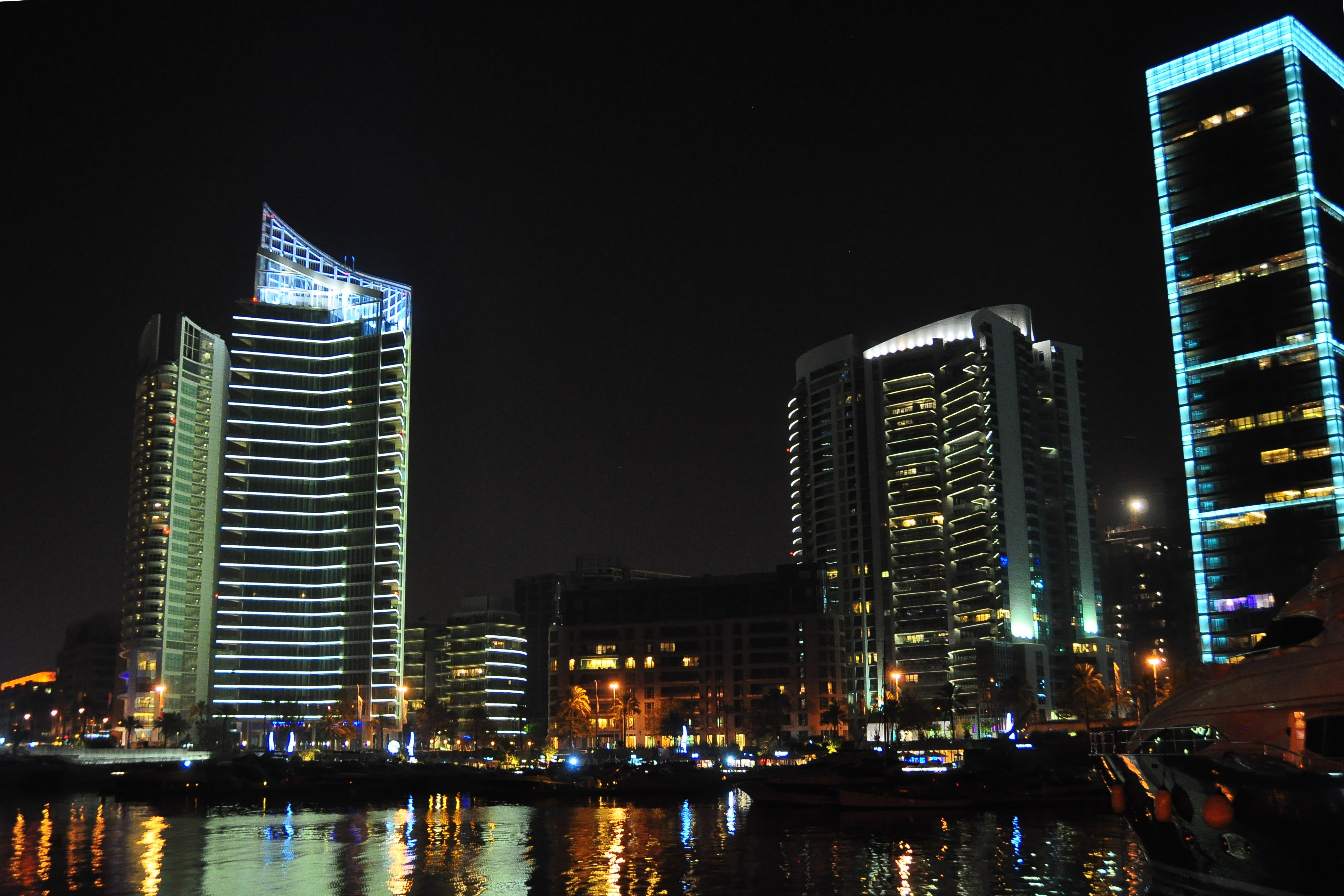
منظر ليلي لأبراج الواجهة البحرية في خليج الزيتونة، وسط بيروت

وسط بيروت أو منطقة بيروت المركزية (بالإنجليزية: Beirut Central District اختصاراً BCD)‏ أو سنتر فيل أو داون تاون هي الاسم الذي يطلق عليه المركز التاريخي والجغرافي لبيروت، «المركز المالي والتجاري والإداري النابض بالحيوية في البلاد». في قلب العاصمة اللبنانية، وهي عادةً ما تركز على الأعمال التجارية والمالية والثقافة والترفيهية.
كما تدعى بالـ«سوليدير» نسبة إلى الشركة التي قامت بإعادة إعمارها بعد دمارها في الحرب الأهلية. وهي منطقة أثرية متوسطة في العاصمة حيث توجد فيها العديد من المؤسسات المالية والتجارية والإدارية اللبنانية. تقع على الساحل الشمالي للمدينة وتجد فيها العديد من المعالم المهمة لمدينة بيروت مثل مرفأ بيروت، ساحة الشهداء، السراي الحكومي ومبنى مجلس النواب اللبناني وفندق سان جورج.
يقع على الساحل الشمالي للمدينة ويمكن الوصول إليه بسهولة من جميع أنحاء المدينة. ويشمل ذلك ميناء بيروت المجاور ومطار رفيق الحريري الدولي. تتلاقى الطرق الرئيسية فيها أو من الحدود إلى الشرق والجنوب والغرب، أو تصطف على الواجهة البحرية بطول 1.5 كم (1 ميل) إلى الشمال.
خضع حي بيروت المركزي لخطة شاملة لإعادة الإعمار والتنمية؛ بسبب الدمار الذي لحق بوسط المدينة من الحرب الأهلية اللبنانية، ما أعادها إلى وضعها الثقافي والاقتصادي في المنطقة. أقرت الحكومة اللبنانية رسمياً خطة رئيسية لإعادة إعمار المدينة في آذار/مارس 1994، بعد سلسلة من الدراسات التفصيلية والندوات العامة والمهنية، وفي 5 أيار/مايو 1994، قامت سوليدير الشركة اللبنانية لتطوير وإعادة إعمار منطقة بيروت المركزية بإطلاق أكبر مشروع لإعادة التطوير الحضري في التسعينيات. منذ ذلك الحين، تطورت منطقة بيروت المركزية إلى بيئة تجارية وتجارية متكاملة.
تستضيف منطقة بيروت المركزية اليوم مجلس النواب اللبناني، ومقر الحكومة اللبنانية، وبورصة بيروت، والمكاتب الإقليمية للأمم المتحدة، ومنظمة العمل الدولية واليونسكو، والبنك الدولي، وكذلك مقر لجنة الأمم المتحدة الاقتصادية والاجتماعية لغرب آسيا، واتحاد البنوك العربية.

## بيروت ووسط المدينة

### بيروت

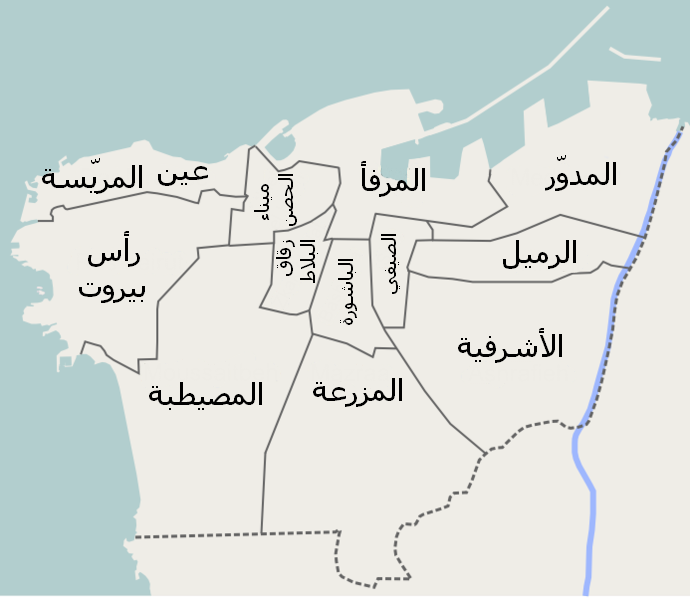
أحياء بيروت الإثني عشر.

يحتل لبنان موقعًا استراتيجيًا في شرق البحر المتوسط. يربط بين الشرق والغرب إلى المناطق النائية، كان مفترق طرق عبر القرون. قبل اندلاع الحرب في عام 1975، أصبحت بيروت الحديثة معروفة على نطاق واسع بأنها العاصمة التجارية والثقافية للمنطقة.
اليوم لا تزال الأصول في المدينة هي موقعها الاستراتيجي، والبيئة الاقتصادية الليبرالية والصحافة الحرة، والنظام المصرفي المتين، والخدمات التعليمية والطبية القوية، والموارد البشرية المهنية، والطابع العالمي، والتراث الثقافي المهم.

### وسط المدينة أو السيتي سنتر
وسط المدينة أو قلب المدينة أو مركز المدينة هو مصطلح يطلق على مركز المدينة حيث يكون عادة المركز الجغرافي والتجاري والاقتصادي للمدينة.
يتمتع وسط مدينة بيروت بموقع متميز في قلب عاصمة لبنان، حيث يطل على مناظر رائعة كالبحر الأبيض المتوسط، والتلال والجبال عبر الخليج. تنقسم المدينة إلى أحياء على أساس الدين والطبقة الاجتماعية والجماعة العرقية إلى حد كبير. واللغة العربية هي اللغة الرسمية للسكان، ولكن معظمهم يتقن اللغة الفرنسية فضلا عن اللغة الإنجليزية.
يمكن الوصول بسهولة إلى وسط المدينة من جميع أنحاء بيروت بما في ذلك الميناء المجاور والمطار الدولي. تشكل الطرق الرئيسية حدودها من الشرق والجنوب والغرب، وتصطف على الواجهة البحرية لمسافة 1.5 كيلومتر (0.93 ميل) من الشمال.
تم تكليف شركة مساهمة خاصة معروفة باسم سوليدير بتنفيذ المشروع. كان هدفها إعادة الحياة إلى هذا الجزء الحيوي من البلاد، وهو بُعد سياسي ورمزي مهم. من خلال تقديم مزايا التخطيط الشامل، كان من الأمور الأساسية للمشروع إنشاء شبكة كاملة للبنية التحتية والمرافق، إلى جانب دستور أو إعادة بناء المجال العام.
يوفر وسط المدينة الجديد بيئة عملية وجذابة. يتم رسم الأعمال من خلال البنية التحتية للجودة والمباني وإدارة الممتلكات. ينضم عملاء جدد إلى المقيمين السابقين في مساحات سكنية حديثة أو مستعادة. تحافظ مرافق التسوق والأنشطة الترفيهية والثقافية على وسط المدينة المزدحم بالمقيمين والسياح.

## مشاريع الثقافة والتراث

### المسار التراثي

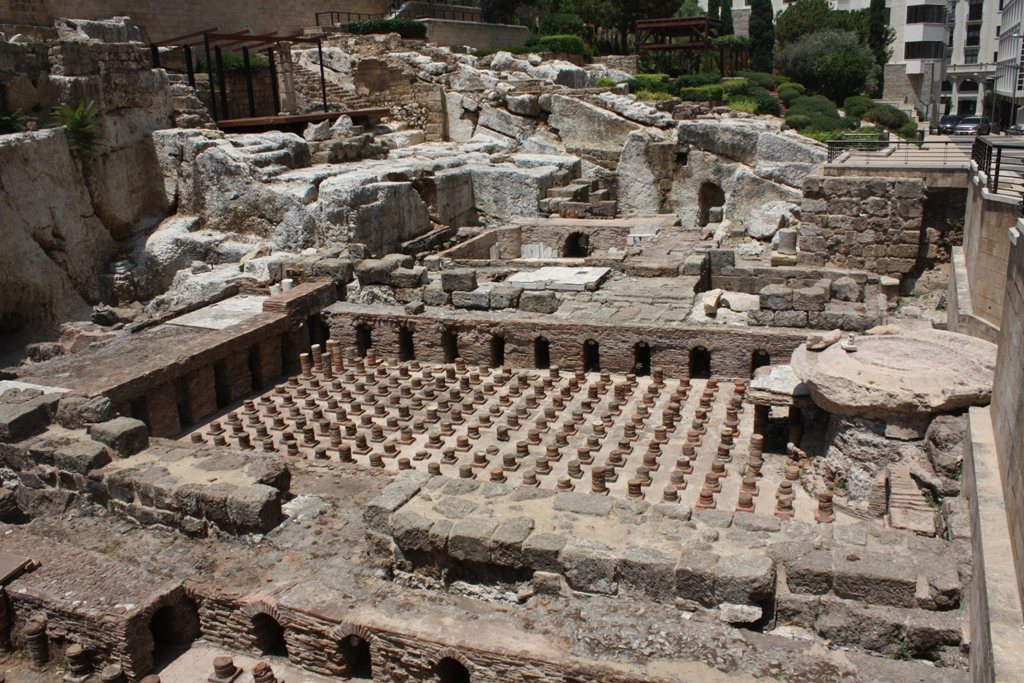
أنقاض في حديقة الحمامات الرومانية

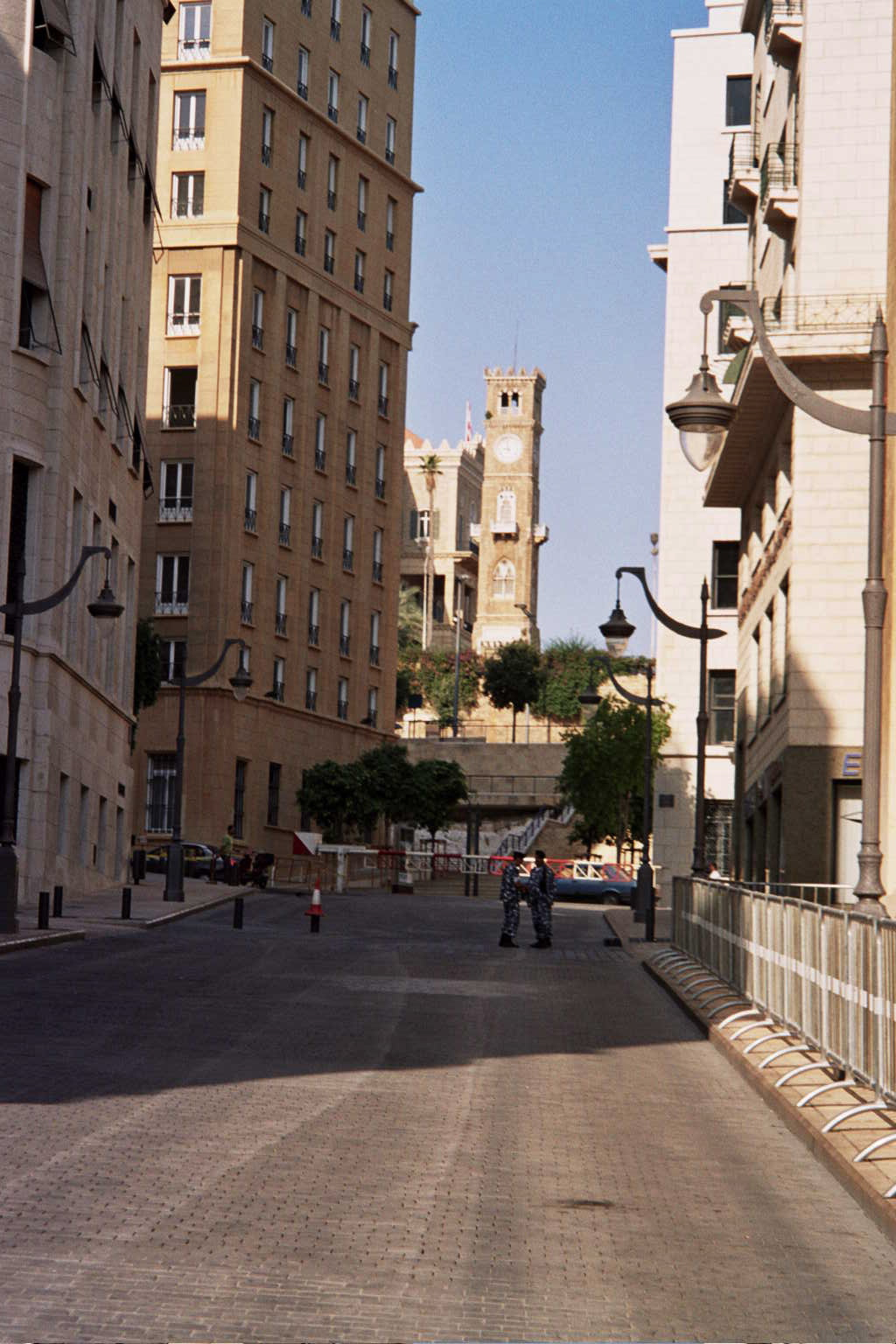
برج الساعة الحميدية

مسار تراث بيروت أو المسار التراثي، وهو مشروع من تصميم سوليدير بالتعاون مع وزارة الثقافة - المديرية العامة للآثار وبلدية بيروت، يربط بين المواقع الأثرية والأماكن العامة التاريخية والمباني التراثية على طول دائرة المشي على بعد 2.5 كم في قلب مدينة بيروت التاريخي وسط المدينة. يحتفل بالطبقات المتعددة لتراث بيروت الغني، بقصة 5,000 عام من التاريخ ويأخذ الزائر في رحلة تاريخية من المواقع والمعالم الرئيسية. بعد ترميم 300 مبنى داخل وسط المدينة، يستخدم مسار بيروت للتراث الخرائط التاريخية والصور والرسومات لتروي قصة ماضي بيروت وحاضرها باللغات العربية والإنجليزية والفرنسية.
هو عبارة عن مسار للمشاة في قلب المدينة التاريخي ووسط مدينة بيروت التقليدية. يربط الممر المواقع الأثرية الرئيسية والأماكن ذات الأهمية التاريخية والآثار والمباني التراثية بماضي بيروت الغني. يتميز المسار بميداليات برونزية، مع لوحات كبيرة عامة وألواح أصغر مصنوعة من بلاطات الصخر البركاني المزجج بنص بثلاث لغات (العربية والفرنسية والإنجليزية). من المقرر أن يبدأ المسار التراثي في «متحف تاريخ المدينة» في منطقة تل القديمة. في المرحلة الأولية في انتظار الانتهاء من المتحف، ستبدأ الدائرة في أسواق بيروت، التي تحتفظ بشبكة الشوارع القديمة التي يبلغ عمرها 2500 عام وبوابات الوصول العثمانية، والعديد من البقايا الأثرية الأخرى مثل الحي الفينيقي الفارسي والفسيفساء البيزنطية، سور المدينة القديمة والخندق. ينقسم الممر إلى أربعة أقسام رئيسية:
- المسار الأول: المسار الأول في المسار التراثي يغطي «منطقة تل» الأثرية القديمة. يحظى هذا الموقع باهتمام خاص نظرا لأهميته التاريخية، حيث دمج العديد من الآثار المجاورة: جزء محفوظ من جدار وبوابة كنعانية، جلاسي فينيقي، بقايا هيلينية، أسس قلعة صليبية فوق روما القديمة، وبقايا القلعة العثمانية. حيث يعرض متحف الموقع المستقبلي بقايا المواقع الأثرية التي تعد جزءًا من المسار التراثي. العصور الكنعانية، الفينيقية - الفارسية، الهلنستية، روما القديمة، البيزنطية والعصور الوسطى.[14]

- المسار الثاني : يمتد هذا الجزء من مسار التراث على طول العديد من المعالم والمباني الهامة في بيروت مثل مجلس النواب اللبناني والبرلمان ومسجد محمد الأمين وكاتدرائية مار جرجس المارونية وحديقة الغفران... إلخ. يسير الطريق أيضًا على طول شارع المعرض المؤدية إلى المسرح الكبير والمساجد التي تعود إلى العصر المملوكي.[15]
- المسار الثالث: هذا الجزء مشاة يدور إلى حد كبير حول «حديقة الحمامات الرومانية» والسراي الكبير. تقع حديقة الحمامات الرومانية في تلة السراي المقبب بالطوب، حيث لا تزال شبكات التهوية وأجهزة تسخين المياه القديمة، ومناطق الاستحمام والبقايا الأثرية الأخرى من الحمام. ويمر بالطريق حدائق معلقة، والنوافير، والزيتون وبساتين الصنوبر، وهو مدرج صغير، مما يؤدي إلى قمة التل لينتهي في السراي الكبير، وساعة برج الحميدية، ومجلس الإعمار والتنمية، وكنيسة سانت لويس كابوتشين الصليبية.[15]
- المسار الرابع: يقع المسار الرابع في المسار التراثي داخل منطقة أسواق بيروت. يحتوي على الربع الفينيقية-الفارسية، والموجودات الرومانية البيزنطية، وحصة الخندق في العصور الوسطى ورصيف العثماني. تم دمج بعض الفسيفساء أو البقايا أو الأروقة في المباني الجديدة. بين الأماكن الهامة الأخرى على طول الطريق هي «زاويات ابن العراق» الضريح ومسجد الماجدية، و «أنطون بك الخان». يعرض قسم آخر من الطريق منزلًا رومانيًا متأخرًا مع حديقة داخلية مرصوفة بالفسيفساء ونظام مياه وصرف متقن، والرواق البيزنطي المعبّد بالفسيفساء والمتاجر التي تحمل علامات، وجرة التخزين الفينيقية، وأفران الفخار المملوكية.[16]

### مسار شورلاين
عبارة عن سلسلة من المساحات المتصلة التي تشكل جزءًا من بناء مُعاد وسط مدينة بيروت. في أعقاب الحرب الأهلية التي دارت بين عامي 1975 و1991 في لبنان، بقي وسط مدينة بيروت مدمرًا، وأصبح شارع الفرنسية والساحل أرضًا ملقاة، حيث يمتد الأرض بأكثر من 600 متر إلى الشمال. كانت المدينة معروفة من قبل بالكورنيش الساحلي الصخري، مع طرقها من النخيل والمقاهي ولكن خلال الحرب نما جبل القمامة من النفايات اليومية يميل إلى البحر الأبيض المتوسط. تم الحفاظ على المناطق وهدمها من خلال الخطة الرئيسية الجديدة، في حين أن المكب الذي تم علاجه من المقرر أن يصبح منطقة جديدة متجهة إلى البحر. بدلاً من ترك الخط الساحلي القديم الساحلي الزائد عن الحاجة، تقرر إنشاء طريق للمشاة يمتد عبر حدود المدينة القديمة والجديدة. يقع 'مسار شورلاين' بين التضاريس الطبيعية وتخطيط الشوارع العائد للقرون الوسطى في المدينة القديمة، والشبكة الهندسية للمنطقة الجديدة المليئة بالأرض. كشفت الأبحاث عن تطور ساحل بيروت. وصل المستوطنون الفينيقيون الأوائل في عام 1220 قبل الميلاد، تلاهم الرومان عام 64 ق.م. المماليك في عام 1291 م، والعثمانيون في عام 1516 والفرنسيون في عام 1918. عدلت الحضارات المتعاقبة الساحل لتكوين موانئ جلبت الثروة إلى المدينة. على طول مسار شورلاين توفر خمس ساحات مناطق للتوقف والاسترخاء: ميدان هاربور، وميدان أول سينتس، وشورلاين جاردنز، وميدان زيتون وحديقة سانتييه. كشفت الأبحاث التي أجريت في كل مكان عن بقايا شخصية المدينة ما قبل الحرب التي تم نسيانها أو تدميرها. ولدت كل «ذاكرة» تطور جو كل مربع، بما يتماشى مع المرافق والوظائف التي تتطلبها مدينة معاصرة لإنشاء شبكة من المساحات المجانية.

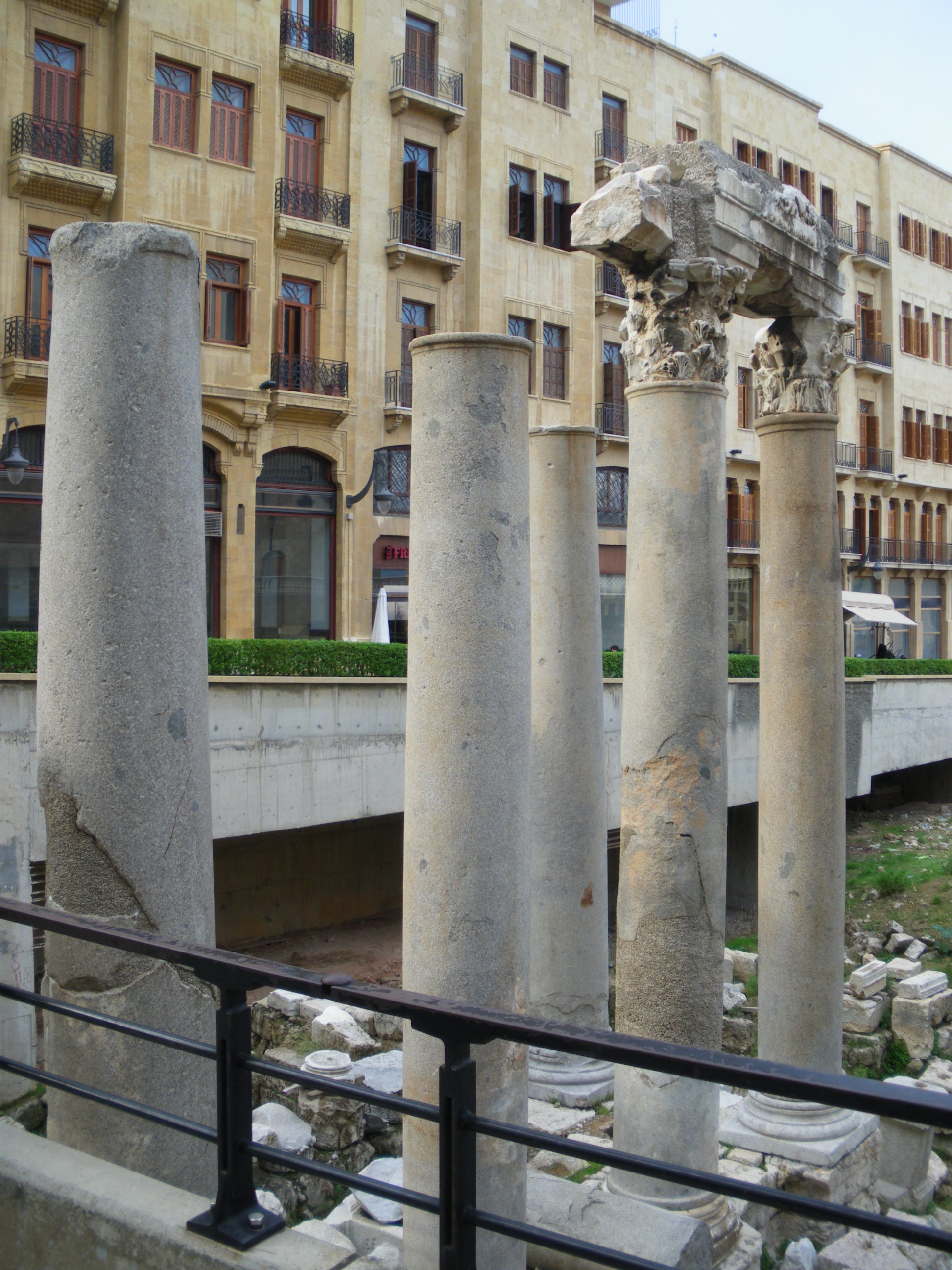
الأعمدة الرومانية في الموقع العام لحديقة الغفران

### حديقة الغفران
حديقة الغفران هي مشروع قيد التطوير في وسط بيروت. تعتبر الحديقة مشروعًا اجتماعيًا ثقافيًا يحتفي بآثار الحرب الأهلية اللبنانية، تقع على طول الخط الأخضر الذي كان يقسم المدينة بين الفصائل المتحاربة. شارك أكثر من ست طوائف دينية في تخطيط وتطوير المشروع. موقع الحديقة حاليًا مليء بأنقاض مكشوفة من أكثر من خمسة عشر حضارة، وأهمها بقايا مدينة بيريتوس الرومانية. يحيط بالساحة ثلاثة مساجد (مسجد محمد الأمين ومسجد الأمير عساف والمسجد العمري الكبير)، وثلاث كنائس (كاتدرائية مار جرجس المارونية وكاتدرائية القديس إلياس اليونانية المسيحية الأرثوذكسية في لبنان وكاتدرائية سانت جورج اليونانية الأرثوذكسية). صمم هذه الحديقة كاثرين غوستافسون، المهندسة المعمارية الأشهر وراء نافورة الأميرة ديانا التذكارية في لندن. وفقًا للمصممين، فإن «إرادة لبنان في أن تصبح موحدة ومزدهرة» تم ترميزها عن طريق اختيار النباتات التي تمثل مناطق لبنان، بما في ذلك أشجار زمزريق أثيبي من الجبال وبساتين الزيتون من السهول الزراعية وأشجار الحمضيات من الساحل. يمر بالموقع الأثري كاردو (الطريق الرئيسي بين الشمال والجنوب) وديكومانوس (الطريق الرئيسي بين الشرق والغرب)؛ لإنشاء محاور خطية قوية. تم تسليط الضوء أيضًا على آثار المسار القديم في التصميم، إلى جانب شكل القلب بعمر 4000 عام ويعتقد أنه مرتبط بالآلهة عشتروت. كما تم تقديم اقتراح لإحياء ذكرى 11 سبتمبر لجميع الضحايا اللبنانيين الذين سقطوا في الهجوم.

### متحف كاتدرائية القديس جاورجيوس
هو متحف بالسرداب في كاتدرائية القديس جاورجيوس المسيحية الأرثوذكسية في لبنان في ساحة النجم. متحف صغير نسبيًا يكشف طبقات المسيحية. تقف الكاتدرائية الحالية على خلفية أسوار المدينة وجدرانها. المتحف عبارة عن سرداب أسفل الكاتدرائية حيث يتم عرض مصابيح الزيت والأنابيب والطين والأواني الفخارية والتماثيل المصغرة والصلبان الموجودة في الحفريات المختلفة. تغطي الألواح الزجاجية بعضًا من بقايا القبو ويفصل القسم الزجاجي القبو عن مذبح الكنيسة الواقع فوقه مباشرةً. يؤدي ممر معدني ضيق عبر اثني عشر توقفًا من القبو يعرض شواهد القبور والفسيفساء وغرف الدفن والنقوش على الأحجار والأعمدة وهياكل عظمية محفوظة جيدًا وقناة مغطاة وجزء من طريق مرصوف قديمًا. تم اكتشاف الآثار من علماء الآثار اللبنانيين قبل استعادة الكاتدرائية. والتي يعتقد بحسب النصوص القديمة أنها كانت بالقرب من كلية الحقوق الشهيرة في بيروت قبل أن تتعرض للزلزال في عام 551.

### اكتشاف الكوكب
هو المتحف الوحيد الدائم للأطفال في لبنان. تقع في سوق عياس في أسواق بيروت. تم افتتاح المتحف في عام 1999 بالتعاون بين سوليدير وبارك دو لوفيلت وقصر الاكتشاف. تم نقل المتحف إلى أسواق بيروت من ميناء الحصن، وهو موطن لمجموعة متنوعة من المعارض للعلوم والتكنولوجيا والتي تقدم تجارب عملية للتعلم للأطفال من جميع الأعمار. يركز المتحف على موضوعات مثل إعادة النظر في الفضاء عن قرب واستكشاف حواس أجسامنا والتعلم عن الحمل والتكاثر واكتشاف الظواهر الفيزيائية ... إلخ. يضم المتحف أيضًا مركزًا للرعاية النهارية، ومسرح للأداء وعروض الدمى، وورش عمل للفنون والحرف ومختبرات العلوم.

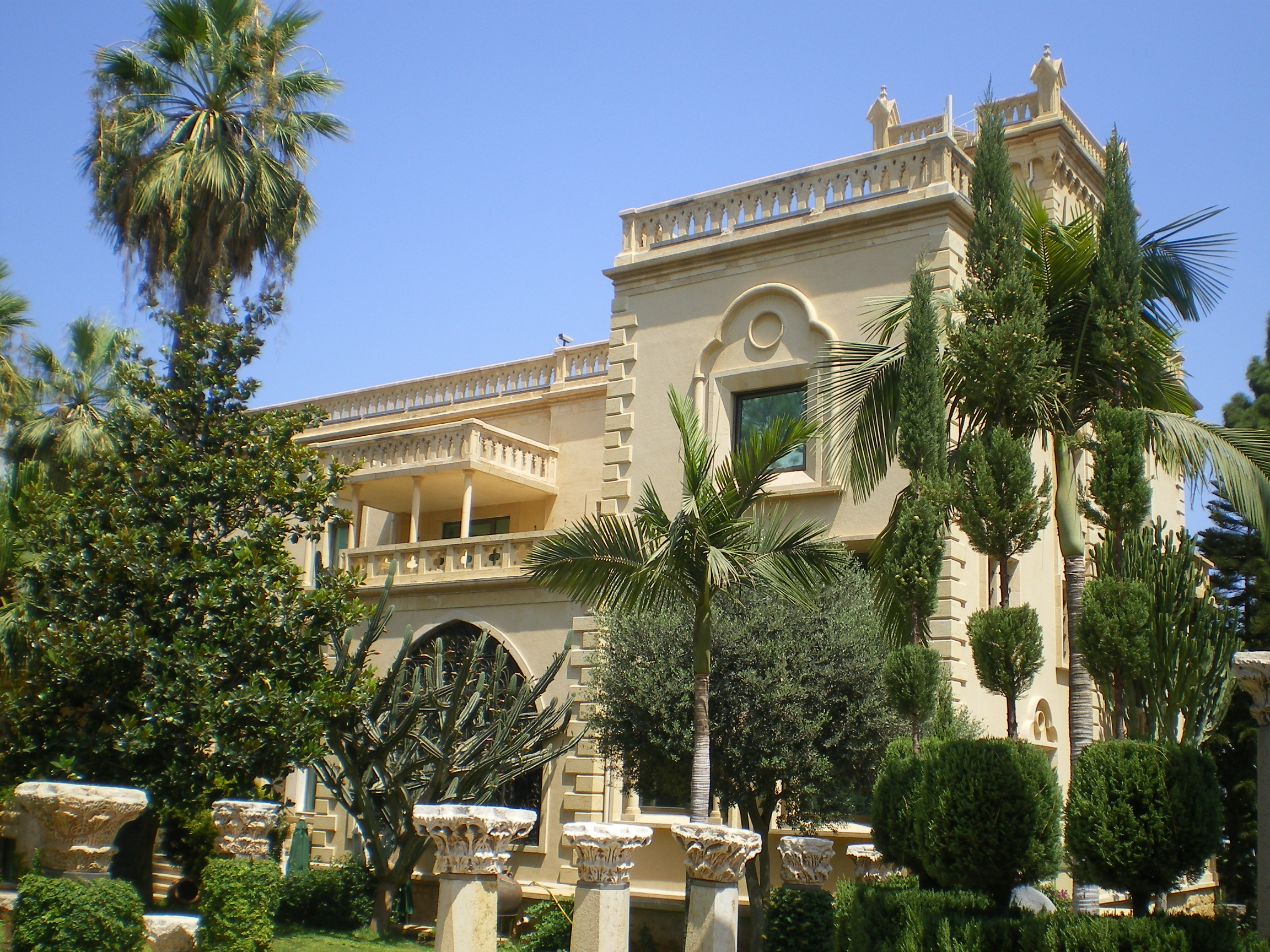
خارج متحف روبير معوض

### متحف روبير معوض الخاص
متحف روبير معوض الخاص هو مقر إقامة خاص في حي وادي أبو جميل تم تحويله إلى متحف من قبل رجل الأعمال اللبناني روبيرت معوض. تم بناء القصر من قبل السياسي اللبناني وجامع الفن هنري فيليب فرعون في عام 1911 في بيروت. يضم المتحف مجموعة من القطع الفنية الشرقية والحضارة الغربية، ومجموعة نادرة من الكتب، والخزف الصيني، والسيراميك، وغيرها من الأشياء الهامة.
تعكس عمارة المتحف وتصميمه افتتان هنري فرعون بالفن الإسلامي واللوحات الخشبية المزخرفة التي يعود تاريخها إلى القرن التاسع عشر، خاصة بعد سفره المتكرر إلى سوريا. تشمل الأعمال الفنية الأخرى المعروضة الفسيفساء البيزنطية ومنحوتات الرخام الروماني والجرار والأباريق والأعمدة التاريخية والفخار والأسلحة القديمة والسجاد الفريد وقطع المجوهرات المتطورة والأحجار الكريمة النادرة وأيقونات كنيسة الروم الملكيين الكاثوليك والمخطوطات المحفوظة.

### سوق الطيب
سوق الطيب هو سوق أسبوعي في الهواء الطلق يقام كل يوم سبت في شارع طرابلس في أسواق بيروت (سابقًا في حي الصيفي). كلمة السوق في اللغة العربية للتسوق والطيب يعني حسنًا من حيث الذوق والشخصية. بدأت في مفهومها كسوق عضوية، ولكن سرعان ما تغيرت لتصبح سوق المزارعين للمنتجات الغذائية الطازجة والمحلية والموسمية، التي تشجع صغار المزارعين والمنتجين.
يقدم السوق الخضروات الخضراء والطماطم والأعشاب العطرية الطازجة والبقول وعصير الرمان والكبة وعصير الجزر الطازج وتقطير العسل والمكدوس والمعجنات اللبنانية والفواكه والزيتون وماء الورد والخضروات المخللة محلية الصنع واللبنة والمناقيش المصنوعة على الصاج... إلخ. يتم تنظيم السوق وإدارته من قبل منظمة تعاونية غير ربحية مقرها في شارع غورو. تعمل المنظمة على العديد من المستويات على الصعيدين الوطني والدولي للتعزيز والحفاظ على تقاليد الطعام والطهي اللبنانية، والتراث الريفي والبيئة الطبيعية. حقق سوق الطيب على مر السنين نهجًا قابلًا للتطبيق اقتصاديًا ومتجاوبًا اجتماعيًا لدعم صغار المزارعين والمنتجين، والمساهمة في مبادرات تنمية المجتمع المحلي، والتثقيف حول تقاليد الأغذية وتراثها.

### المعهد اللبناني
تأسس المعهد الوطني العالي للموسيقى في لبنان في الثلاثينيات من القرن الماضي على يد وديع صبرا، مؤلف نشيد لبنان الوطني. في عام 1953، أمر الرئيس كميل شمعون مع وزير التعليم، بتشكيل مجلس إدارة المعهد الموسيقي وتم إنشاء مؤسسة «أصدقاء الموسيقى» للمساعدة في تمويل المعهد الموسيقي.
في عام 1959، أصبح معهد الموسيقى عام 1959 مؤسسة وطنية مستقلة تحت إشراف وزير التعليم. خلال الحرب الأهلية اللبنانية (1975-1991) عانى المعهد الوطني من ضرر كبير: تم نهب جميع الأدوات والوثائق والمكتبة. استأنف المعهد التدريس في عام 1991 وتم ترقيته في عام 1995 إلى مؤسسة وطنية للتعليم العالي.
يرأس المعهد الموسيقي المؤلف والملحن المعروف الدكتور وليد غلمية، ويضم أكثر من 4800 طالب و 250 أستاذًا في أكثر من 9 فروع. المعهد الموسيقي هو موطن لأوركسترا السمفونية الوطنية اللبنانية، والأوركسترا الفيلهارمونية اللبنانية LPO والأوركسترا الشرقية اللبنانيةLOO، التي تقدم سنوياً أكثر من 100 حفل موسيقي وأنشطة مكرسة للمهمة التعليمية للمعهد. يقع مقرها الرئيسي في تل السراي في وسط بيروت، مقابل البوابة الجنوبية لسراي الكبير مباشرة.

### متحف مدينة بيروت للتاريخ
متحف مدينة بيروت للتاريخ هو مشروع مقترح من سوليدير في موقع أثري شمال ساحة الشهداء. كشفت الحفريات في الموقع في منتصف التسعينيات عن اكتشافات مهمة مثل الفينيقية تل وبوابة مدينة العصر البرونزي وبقايا من الفارسية والهلنستية والبيزنطية والعصور الوسطى والعثمانية. بعد فترة وجيزة من تكليف سوليدير المهندس المعماري الفرنسي ميشيل ماكاري، المعروف بتصميمه متحف اللوفر، لإجراء الدراسة الأولية للتيل واستكشاف مفهوم المتحف الخاص بالموقع. تم دمج تصميم المتحف مع مواقف السيارات تحت الأرض في ساحة الشهداء، والسراي الصغير والحديقة الطبيعية في ساحة الشهداء وموقع تل.
كلفت سوليدير المهندس المعماري الإيطالي الشهير رينزو بيانو لدراسة التصميم المعماري والحضري للمربع، بما في ذلك متحف مدينة بيروت للتاريخ، بالتعاون مع وزارة الثقافة؛ من أجل حماية الموقع مع توفير وصول المركبات والمشاة في بيئة ذات استخدام مكثف، قامت سوليدير بإجراء دراسة لثلاثة خيارات للطرق وتصميم تفصيلي للخيار الأنسب. يشتمل الخيار الذي تم اختياره على هيكل للطريق وجسر في اتجاهين على الجانب الشرقي من منطقة تل؛ لضمان اتصال المشاة بالمتحف.

## المؤسسات المدنية

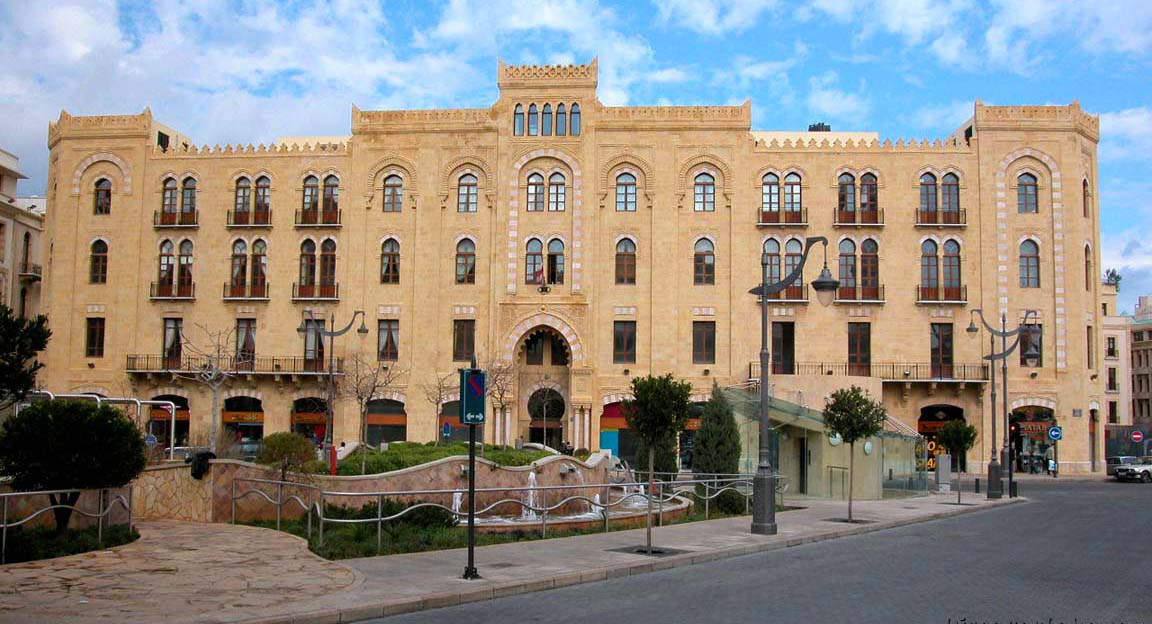
واجهة مبنى بلدية بيروت

بعد إعادة الإعمار، استعاد مركز المدينة دوره كمحور للحياة المدنية في لبنان. تم نقل العديد من المؤسسات الرئيسية إلى هناك بما في ذلك مجلس النواب اللبناني والمكاتب ذات الصلة ومقر الحكومة وبلدية بيروت. يوجد أيضًا تركيز كثيف من الوكالات العامة والوزارات المهمة والمكاتب الحكومية، ومنها:
- وزارة الثقافة والتعليم العالي
- وزارة المهجرين
- الجمارك اللبنانية
- هيئة تنمية الاستثمار

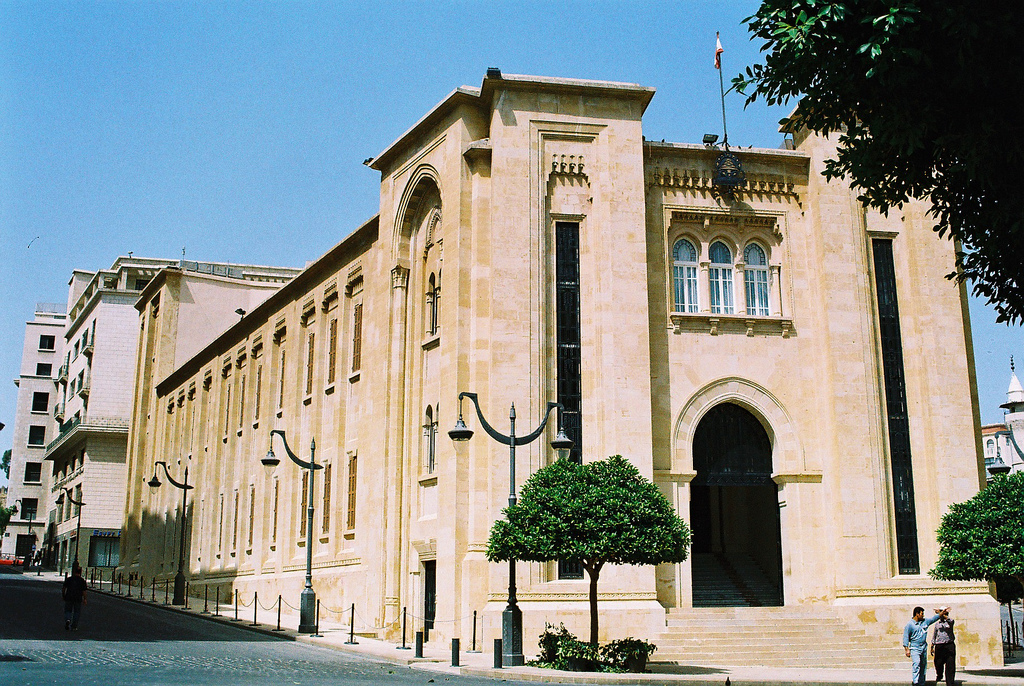
مجلس النواب اللبناني

- المجلس الاقتصادي والاجتماعي الوطني
- مجلس التعمير والتنمية CDR
- وزارة المالية
- وزارة المواصلات
- المكتب الوطني للإحصاء
- البريد والاتصالات
- وزارة الدولة للإصلاح الإداري
- ديوان المحاسبة العامة

### مبنى بلدية بيروت
يعود تاريخ مبنى بلدية بيروت إلى عام 1934، وهو معلم معماري يقع عند تقاطع شارع فرديناند فوش مع شارع ويغان في وسط المدينة. المبنى على الطراز المعماري القوطي والعمارة الإسلامية، وهو مزيج يعبر عن الهوية الإقليمية للمنطقة. تم ترميم المبنى بعد الحرب الأهلية اللبنانية ويضم حاليًا مكتب محافظ بيروت والمجلس البلدي. وهو مفتوح للجمهور وللتسجيل الرسمي للوثائق.

### السراي الكبير
تم بناء السراي الكبير في عام 1853 كثكنة للجيش على قمة تل في وسط بيروت، ويستضيف حاليًا مكتب رئيس وزراء لبنان. السراي الكبير عبارة عن مبنى تاريخي، ويعد واحداً من أهم ثلاثة معالم عثمانية على تل سراي، أما الاثنان الآخران فهما مجلس التنمية والتعمير وبرج الساعة الحميدية. يتبع السراي الكبير التصميم المعماري الذي يجسد المنظمة العسكرية العثمانية الجديدة. تعرض المبنى لأضرار جسيمة في أحداث الحرب الأهلية اللبنانية؛ استغرقت عملية إعادة الإعمار 900 يوم عمل وانتهت في عام 1998. يغطي السراي 39700 متر مربع من مساحة الأرضية. الأجنحة الأربعة في السراي الكبير حول فناء كبير يحيط بالمركز بحجر من الحجر الجيري ونافورة كاريرا الرخامية. كل من الواجهات الخارجية والداخلية مغطاة بما مجموعه 588 من الأقواس والأروقة. يتكون الطابقان العلويان من مقر رئيس الوزراء ومكتبه، ومكاتب لموظفيه، بالإضافة إلى غرفة مجلس الوزراء ومكاتب الوزراء. يتكون الطابق الأرضي من قاعة للحفلات ومنطقة استقبال وغرفة للصحافة وفناء. يشتمل المستوى تحت الأرض على موقف للسيارات ومكاتب وغرف للعاملين. يضم السراي الكبير في جميع الغرف 430 غرفة بالإضافة إلى أماكن الصيانة وخدمات الغرف الأخرى.

## الساحات والأماكن العامة
يحتوي وسط بيروت على أكثر من 60 حديقة وساحة ومساحات مفتوحة. تتكون هذه المساحات من شوارع ذات مناظر طبيعية وحدائق وساحات تاريخية ومناطق للمشاة وممشى البحر، وبذلك تصل مساحتها إلى 96 فدانًا (39 هكتار) من المساحات المفتوحة. هذا يجعل وسط بيروت موطنا لـ 50 ٪ من المساحات العامة في بيروت، على الرغم من أنها لا تشكل إلا 10 ٪ من مدينة بيروت. تطورت هذه الأماكن العامة تدريجياً إلى مشهد اجتماعي مزدهر لسكان بيروت، ويعود الفضل في ذلك جزئياً إلى الطقس المعتدل في المدينة. فرض مسؤولو المدينة العديد من الخطط لجذب المستخدمين الحضريين ومحبي الطبيعة إلى الساحات والمساحات في بيروت. تتمثل إحدى الخطط في سياسة «الاستخدامات المؤقتة» التي تركز على عمود رامبلا للمشاة الذي يربط وسط المدينة الحالي وأسواق بيروت شمالًا بالكورنيش المتنزه. العمود الفقري مفتوح الآن للركض وركوب الدراجات، مع إغلاق الطرق المحيطة أمام حركة المرور في عطلة نهاية الأسبوع. وهي تشمل أيضًا أسواق الشوارع والمهرجانات وحملات التوعية بالصحة والبيئة.

### ساحة الوحدة الوطنية
هي حَديقة ذاتَ مَناظر طبيعية عَلى المنحَدر الجنوبي من تلة السراي. تم تَصميم الحَديقة في الأصل من قبل فلاديمير ديوروفيتش من حَجر البازلت. تم الانتهاء من المَشروع في عَام 2009 ويَجري حاليا تطويره. تم تصور الحديقة بطريقة متتالية لمواكبة الطبيعة المنحدرة لطبوغرافيا المنطقة. قدم النحات الروسي ماغورديتش مازمانيان تمثالاً لرئيس الوزراء اللبناني رفيق الحريري يصوره وكأنه يسير في الحديقة. تنطلق الطائرات الطويلة من الحجر الرمادي والمرايا المائية على سطح العشب نحو المدينة. هناك صف من أشجار الجكراندة يمثل الحافة بين الدرجات وواجهة السراي الكبير.

### حديقة خليل جبران
سميت هذه الوجهة الشهيرة في بيروت باسم الشاعر اللبناني الأمريكي الشهير جبران. تبلغ مساحتها 6000 متر مربع، تم تنسيق هذه الحديقة لتأكيد مكانتها كمدخل رئيسي لوسط المدينة. يتكون تصميمه الطبيعي من مروجين دائريين يطلان على الحديقة ودار الأمم المتحدة. تحيط الأشجار بنافورة مياه زرقاء ومنصة قرميدية من الطوب، مع وجود ست مسلات تميز أبواب الحديقة. تنتشر العديد من المنحوتات الفنية التجريدية المستوحاة من خليل جبران في الموقع. كما شهد الفضاء العديد من الاحتجاجات السياسية في السنوات الماضية مما زاد من أهمية المكان الاستراتيجي. كما تستضيف منذ عام 2005 خيمة اعتصام دائمة للمطالبة بالإفراج عن السجناء اللبنانيين في سوريا.

### ميدان عمر الداعوق
سميت ساحة عمر الداعوق باسم السياسي اللبناني عمر بك الداعوق. صمم محمد حلاوي مساحة قدرها 1006 متر مربع حول تمثال نصفي لمغودريتش مازميانان. يقدم تصميم ساحة عمر الداعوق ثلاث شرفات خضراء تخفف من انحدار الموقع؛ لأنه يقع على شارع عمر الداعوق المائل. الأشجار والزهور المحيطة بها تخلق مساحة مفتوحة جذابة حيث يمكن للمرء الجلوس والراحة.

### ساحة النجمة
ساحة النجمة هي الساحة المركزية في وسط المدينة. المكان الذي يقع فيه مجلس النواب اللبناني ومبانيه التكميلية وكاتدرائيتين ومتحف والعديد من المقاهي والمطاعم. من أبرز معالمها الفن الزخرفي، أصبحت الساحة أيقونة معروفة لمدينة بيروت في جميع أنحاء العالم. جوهرة الساحة عبارة عن برج ساعة من ثلاثينيات القرن العشرين وساعة رولكس ذات الأوجه الأربعة. كان برج الساعة هدية من المهاجر اللبناني المكسيكي ميشال عابد. الساحة اليوم مليئة بالسياح والسكان المحليين الذين يأتون إليها لتناول العشاء أو المشي أو الاستمتاع بالشوارع.

### حديقة مائية
ستكون هذه الحديقة أكبر حديقة في مدينة بيروت بمجرد الانتهاء منها «مشروع مستقبلي». 78 ألف متر مربع من المساحات الخضراء ستشمل هذه الحديقة وتساعد في تحويلها إلى مكان جذب ترفيهي للمدينة ومنطقة العاصمة. وسوف تستضيف مساحة للأداء العام ومدرج في الهواء الطلق، وأكشاك البيع بالتجزئة، وجناح المدخل الرئيسي، وسيتم توصيلها مباشرة بكورنيش البحر. تضمنت الخطط الأصلية للحديقة شريطًا مُعدًا على طول الحافة الشمالية الغربية المصممة لاستيعاب حفر الفورمولا 1، وغيرها من منشآت الفورمولا 1 المؤقتة خلال أحداث سباق الجائزة الكبرى. ومع ذلك تم التخلي عن خطط حلبة الفورمولا 1 المستقبلية بسبب الطلبات المفرطة من لجنة الفورمولا واحد.

### حديقة الحمامات الرومانية
«الحمامات الرومانية» هي مساحة عامة ذات مناظر طبيعية تقع على المنحدر الشرقي لتلة سيرايل. وهي تتألف من حديقة ومجموعة من الآثار المغطاة بالحمامات الرومانية القديمة، ومن هنا جاءت تسميتها. تم اكتشافه في الأصل في 1968-1969، خضعت الأنقاض لتنظيف شامل في 1995-1997. صُممت الحديقة من قبل شركة (بالإنجليزية: Gillepsies)‏ البريطانية للمناظر الطبيعية، حيث يسيطر على تصميم الحديقة جدران زجاجية منخفضة ومنصات مراقبة يمكن تحويلها إلى أماكن للحفلات الموسيقية، مما يمنح لمسة القرن الواحد والعشرين دون الإضرار بالنسيج التاريخي للمنطقة. يحتوي الحيز على شرفات مرتفعة تحاول إحياء مشاهد حدائق البحر الأبيض المتوسط القديمة. خلال موسم السياحة يستضيف المكان العديد من الحفلات الموسيقية والمسرحيات في الهواء الطلق. يتم جذب كل من السياح والسكان المحليين إلى الحفلات الموسيقية الدولية الشعبية التي يستضيفها المكان كجزء من يوم الموسيقى العالمي.

### كورنيش البحر
بمجرد اكتمال خليج الزيتوني ومنتزه الكورنيش والمارينا الشرقية ومنتزه مرفأ بيروت الأول، سيوفر وسط المدينة كورنيشًا بطول 3.5 كم (2 ميل) على طول الخط الساحلي في بيروت. ستكون هذه الإضافة الجديدة أربعة أضعاف مساحة كورنيش بيروت الحالي. سيتألف كورنيش البحر الجديد من ممشى من ثلاثة طوابق، وسيكون طوله أكثر من 1.3 كم (1 ميل) وعرضه بين 110 و 45 مترًا. تعتزم الخطة الرئيسية للكورنيش تحويلها إلى ساحة للمشاة نشطة اجتماعيًا بها «أماكن نشاط» موزعة للأنشطة الرياضية والترفيهية وأنشطة الأطفال.

### منتزه قلعة ساحة بلفيدير
يقع «منتزه قلعة ساحة بلفيدير» في منطقة الأعمال المركزية ببيروت، وهو ساحة عامة مجاورة لأقدم موقع أثري في المدينة، «منطقة التل». الموقع الذي يتضمن اكتشافات عمرها أكثر من 6000 عام، هو موقع مدينة بيريتوس القديمة الأصول الرومانية لبيروت الحديثة. صُمم تصميم الساحة من قبل شركة ماتشادو وسيلفيتي للهندسة المعمارية والتصميمات التي تتخذ من بوسطن مقراً لها في عام 2005. محور الساحة هو «قلعة بيروت»، على الرغم من انخفاض حجمها بشكل كبير، لا تزال تضم آثارًا مرئية بما في ذلك أجزاء من قلعة القرون الوسطى والدولة العثمانية. تم إنشاء ميزات ونافورات مائية على جانبي القلعة لتسليط الضوء على مواقع كل من الميناء القديم وخندق القرون الوسطى.

### ساحة الإمام الأوزاعي
ساحة الإمام الأوزاعي هي جزء من مشروع أسواق بيروت في وسط بيروت. يمثل الميدان المدخل الرئيسي للأسواق من شارع ويغان. أرضية المربع مزينة بحجر البازلت الأسود بما في ذلك البيضاوي مع الخطوط العريضة للرصيف الروماني القديم، وشجرة الزيتون القديمة في وسطها. من الناحية المعمارية، يدمج تصميم الساحة العديد من الميزات من تراثها القديم وكذلك العديد من عناصر الحداثة. تخلق قاعة الصلاة التي تعلوها قبة إلى اليسار مدخلًا افتراضيًا للساحة من خلال عكس مزار من العصر المملوكي على اليمين. بعض ميزات المربعات عبارة عن مزارعين من الرخام الأبيض المنحني المحيط بنصب ابن عراق، ومزارعون من الرخام الأبيض الدائر بالأشجار والشجيرات. خطوات دائرية من الرخام الأبيض موجهة إلى الطوابق العليا لباب إدريس والأسواق؛ أماكن جلوس تواجه واجهات المتاجر، توفر الظل وتؤكد على المدخل نحو سوق الطويلة. تقدم الساحة أيضًا ممرات إلى سوق سيور وأسواق الذهب.

### ساحة الزيتونة
تقع ساحة الزيتونة في أقصى الجنوب من ممشى الشاطئ، وهي تشكل حلقة وصل رئيسية تربط مختلف القطاعات في المنطقة الوسطى. صممها غوستافسون بورتر شركة مهندسي المناظر الطبيعية والفنان الأمريكي الشهير كاثرين غوستافسون، تم افتتاحه على مساحة 600 متر مربع في عام 2011، بعد ثماني سنوات من أعمال التصميم والتخطيط والبناء. وصفها مهندسو المواقع بأنها «احتفال ببيروت الحديثة ومكان لأحداث ثقافية»، وقد صُممت شرفات الساحة للاستفادة من المنحدر الحالي لتوفير مساحة مدرج غير رسمية يمكن من خلالها مشاهدة الحفلات والمهرجانات والأفلام. يمتد سطح ميدان زيتونة عبر الطرق المؤدية إلى المباني المحيطة، مما يوحد الساحة كمساحة كبيرة واحدة. كانت أنماط الرصف الجريئة مستوحاة من الزخارف بالأبيض والأسود الموجودة في البيوت اللبنانية التقليدية، مع تغيير خطوط الرصف مع تضاريس المناظر الطبيعية. مزود بإنترنت لاسلكي مجاني وقد تم استكمال تصميم المربع بمقاعد حجرية وأشجار ألبيزيا، للمساعدة تدريجياً في أن تصبح الساحة مكانًا مستراحًا شعبيًا.

### ساحة سمير قصير
هي عبارة عن ساحة في شارع ريو ويغان في منطقة بيروت المركزية؛ لإحياء ذكرى الصحفي الراحل والناشط السياسي سمير قصير. تقع الساحة خلف مبنى النهار، مقر الصحيفة الشهير الذي كان يعمل فيه سمير. تضم الحديقة تمثالًا قصيرًا من البرونز لسمير من عمل النحات الفرنسي لويس ديبري. توفر شجرتا التين التاريخيتان ظلالاً في وسط الفضاء، وتمثل البركة العاكسة مع المياه المتتالية فوق حوافها الحدود مع الشارع. يحيط بالمسبح خشب منشور مستطيل يحيط بالشجرتين، ويحتوي على جانب الغربي مقعد طويل من الحجر الصلب. تحتوي حواف الموقع على غطاء أرضي من كاريس كبير الثمار (بالفرنسية: carissa macrocarpa)‏، وهو نبات لحفظ المياه معروف بأوراقه دائمة الخضرة الداكنة وأزهاره البيضاء والتوت الأحمر الذي ينمو طوال العام. في عام 2007، فازت الحديقة بجائزة الآغا خان للعمارة، وهي جائزة معمارية مرتبطة بتصميم المناظر الطبيعية، وترميم وحفاظ الإرث الثقافي، وتنمية المجتمع وتحسينه.

### ساحة الشهداء
بالنظر لتاريخ لبنان العثمانية، تعد ساحة الشهداء ميدانًا مركزيًا كبيراً في مدينة بيروت وفي المنطقة الوسطى. سميت في البداية باسم (بالفرنسية: Place des Canons)‏ أو (بالفرنسية: Cannons Square)‏، وقد بناها العثمانيون عند دخولهم للبنان في القرن التاسع عشر. خلال الحرب العالمية الأولى، عانت بيروت من حصار بحري من الحلفاء الذي كان يهدف إلى تجويع الأتراك؛ ومع ذلك كانت النتيجة مجاعة أسفرت عن مقتل ربع سكان لبنان. اندلعت ثورة فاشلة ضد الأتراك مما أسفر عن إعدام القوميين اللبنانيين في الميدان في 19 مايو 1916، الذي منحها اسمها الحالي «ساحة الشهداء». تم تدمير الساحة بالكامل في الحرب الأهلية اللبنانية، وبدأت عمليات إعادة الإعمار في أوائل التسعينيات. تم الحفاظ على «تمثال الشهداء» وهو القطعة المركزية البارزة في الساحة، وتم ترميمه بجانب دار الأوبرا القديمة. بعد اغتيال رئيس الوزراء رفيق الحريري، استعادت الساحة دورها الأصلي باعتبارها «القلب الذي ينبض للحياة السياسية في لبنان». أصبح الميدان غراوند زيرو بالنسبة للاعتصامات السياسية والمظاهرات والاحتجاجات على ثورة الأرز في عام 2005. كلفت سوليدير مؤخرًا بإعادة تصميم المناظر الطبيعية وتنسيقها، بعد إجراء مسابقة دولية للتصميم الحضري لمحور ساحة الشهداء من قبل منظمة دولية.

### ميدانخان أنطون بك
«ميدان خان أنطون بك» هو مشروع قيد الإنشاء يقع في القسم الشمالي من أسواق بيروت. تم اختيار استوديو المناظر الطبيعية البرتغالي PROAP للفائزين بمسابقة تنسيق الحدائق المعمارية، وبالتالي تم تكليفه من قبل سوليدير بتصميم الساحة. تتناول الخطة الرئيسية للميدان تاريخ الموقع وموقعه ومحيطه، لتطوير منطقته كحلقة وصل بين وسط المدينة التقليدي ومنطقة الواجهة البحرية التي شيدت حديثًا. بمجرد اكتماله سيكون «ميدان خان أنطون بك» ساحة عامة كبرى حيث تتلاقى طرق المشاة من وسط بيروت. ينقسم الميدان إلى منطقتين رئيسيتين، ساحة أقل وساحة تداول أعلى. يحدث الانتقال بين المستويين من خلال ممر للمشاة يشكل مدرجًا طبيعيًا ومنطقة جلوس للمناسبات. تاريخياً كانت هذه المنطقة بمثابة رصيف تحميل يربط الميناء بالأسواق. تم تشييد الساحة من خلال تضمين ميزات المياه، وإعادة تثبيت جدار الميناء الأصلي، وتوطيد بقايا سور المدينة القديمة مع تصميم الساحة.

حديقة رفيق الحريري التذكارية

### حديقة رفيق الحريري التذكارية
تعتبر «حديقة رفيق الحريري التذكارية» مساحة عامة في خليج سان جورج وتواجه فندق فينيسيا بيروت. تشيد الحديقة برئيس الوزراء اللبناني السابق رفيق الحريري والضحايا الـ 22 الآخرين الذين لقوا حتفهم في الهجوم المفخخ بسيارة مفخخة في 14 فبراير 2005 على نفس الموقع بالضبط. اكتمل بناء الحديقة خلال شهرين ونصف، وتم افتتاحه في الذكرى الثالثة لاغتيال رفيق الحريري في عام 2005. والنصب التذكاري عبارة عن نسخة طبق الأصل من حديقة منزل عائلة الحريري في قريطم مساحتها 700 متر مربع. تتدفق من حواف الموقع وتمثال من البرونز طوله 6 أمتار لرئيس الوزراء الراحل على القمة. يقف عمود برونزي على مدار الساعة ونقوش من نشيد لبنان الوطني بالقرب من تمثال الحريري، وفي تمام الساعة 12:55 مساءً. - وقت مقتل الحريري - تنبعث أصوات أجراس الكنيسة والدعوة الإسلامية للصلاة لمدة خمس دقائق. في الدقائق الخمس نفسها، ترتفع أيضًا شعلة من تمثال طوله 4 أمتار في الحديقة وسط خمسة أعلام لبنانية برونزية.

## أحياء
- خليج سان جورج: يقع على طول الساحل الشمالي لوسط مدينة بيروت. يمثل كورنيش بيروت، ومرسى، والحديقة الساحلية المستقبلية. هو خليج سياحي مهم في بيروت، حيث يستضيف العديد من الفنادق والمرافق الترفيهية مثل فندق فينيسيا بيروت

، قاعة الموسيقى، مقهى هارد روك...إلخ.
- حي فوش-اللنبي: يعود لأوائل القرن العشرين وهو على الطراز الأوروبي في وسط بيروت. وهو موطن لكثير من الكنائس والمساجد القديمة، وكان أول قطاع بناء المكاتب في المدينة، التي يعود تاريخها إلى 1920s. المنطقة غنية بالأعمال التجارية، البنوك، الخدمات المهنية، المتاجر، محلات الأزياء، المتاجر الكبرى، معارض الفنون والحرف اليدوية، بالإضافة إلى المطاعم والمقاهي الجانبية.
- السراي الكبير: يقع حي السراي الكبير في جزء مرتفع من منطقة وسط بيروت. وهي موطن بشكل رئيسي لسراي الكبير، وبرج الساعة العثماني، ومجلس التعمير والتنمية، والمعهد الوطني اللبناني العالي للموسيقى، وحديقة الحمامات الرومانية، وحديقة رفيق الحريري المنحوتة.
- ساحة النجمة - شارع مراد: تتميز هذه المنطقة بعلو ارتفاعاتها الحجرية والمباني المحتجزة والواجهات المحفوظة. يعود تاريخ هذه المنطقة في هيكلها الحالي وشكلها إلى ثلاثينيات القرن العشرين، وقد استُوحت من ساحة Place de l'Étoile في باريس. الحي هو مقر مجلس النواب اللبناني ومبانيه التكميلية والعديد من الكاتدرائيات والمساجد، ومجموعة كبيرة من المقاهي والمطاعم والبارات والنوادي. يتم محاذاة جميع المباني على طول الشوارع في المنطقة الشعاعية والأروقة.
- حي الصيفي: يقع حي الصيفي في الجزء الجنوبي الشرقي من وسط مدينة بيروت، وتتكون من 16 مبنى منظمًا في أربع مجموعات. هذه المنطقة هي منطقة سكنية في المقام الأول وتتميز بالشوارع المرصوفة بالطوب، وملاعب الأطفال، والحدائق الموسمية، والساحات العامة والنافورات، ومدرسة الحضانة، ومركز العيادات الخاصة. يعتبر المركز الفني لبيروت وهي نابضة بالحياة مع الأنشطة في مصمميها وصالات العرض الفنية، والتحف والمحلات الحرفية، ومتاجر الأطعمة المعلبة، ومحلات الفنون المتخصصة في الجمال والتجميل.
- أسواق بيروت: حي الأسواق هو قطاع ضخم للتسوق في منطقة وسط بيروت. إنه سوق من العصور الوسطى أعيد بناؤه ويتألف من شبكة معقدة من الأزقة والمسارات. تعرضت الأسواق القديمة لأضرار جسيمة خلال الحرب الأهلية اللبنانية وأعيد بناؤها من قبل شركة سوليدير العقارية اللبنانية. الأسواق هي موطن لأكثر من 200 متجر ومتجر متعدد الأقسام وعدد قليل من المقاهي والمطاعم. توفر الأسواق أسبابًا منتظمة للحفلات الموسيقية والعروض في الهواء الطلق في وسط المدينة.
- وادي أبو جميل: الحي اليهودي القديم في بيروت ومركز الجالية اليهودية اللبنانية المزدهرة سابقًا. يقع الحي في مناطق مرتفعة في وسط المدينة، ويميل نحو البحر الأبيض المتوسط. يشبه إلى حد كبير بلدة تلة بلاد الشام، الحي مليء بمجموعات من المباني الحجرية مع أسطح مبلطة بالطين النضيج وشرفات أرضية مميزة على الطراز اللبناني.

## المباني الدينية

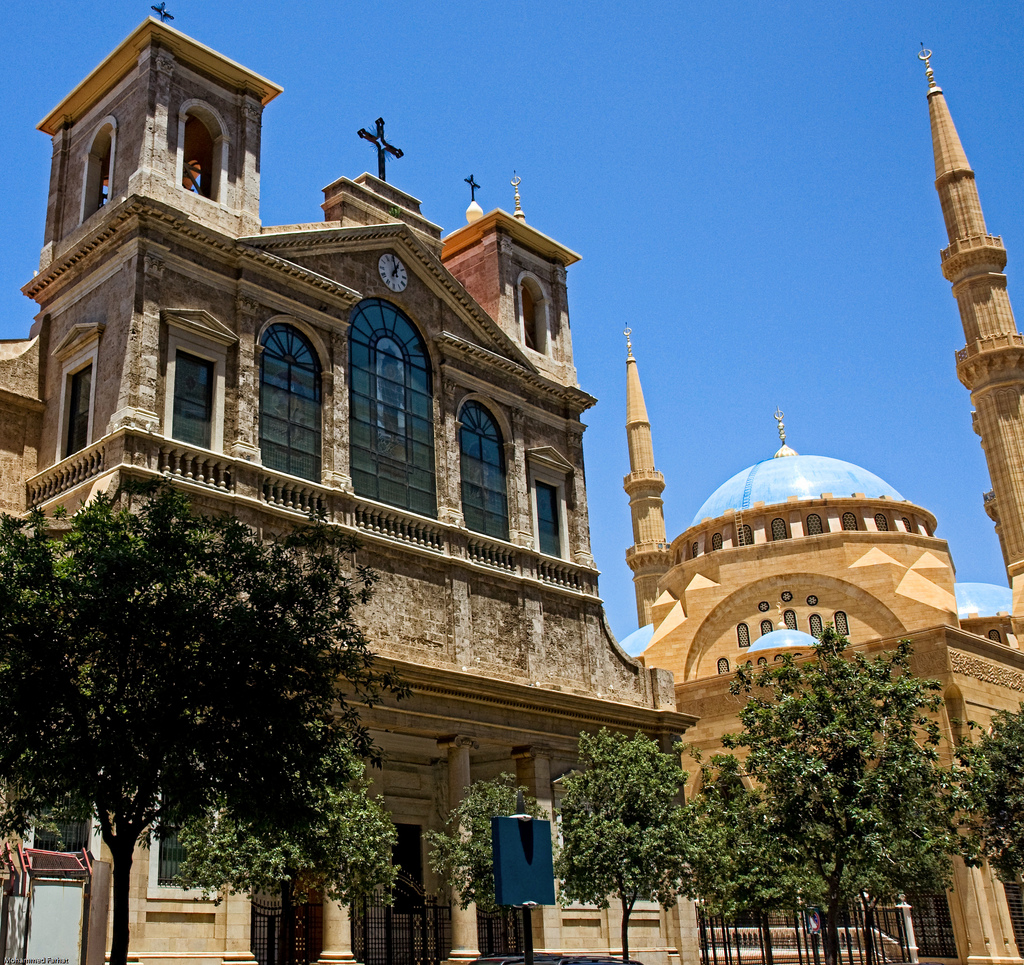
جامع محمد الأمين وكاتدرائية مار جرجس المارونية جنبًا إلى جنب في وسط بيروت

يعد وسط بيروت من أكثر المناطق تنوعًا من الناحية الدينية في العالم. تقع المساجد والكنائس جنباً إلى جنب في شوارع التجمع. العديد من هذه الكنائس والمساجد من مئات السنين وذات أهمية أثرية عالية. في المجموع يضم المركز عشر كنائس وستة مساجد وكنيسًا واحدًا يقع في حي وادي أبو جميل. على الرغم من الدمار الشديد الذي لحق بهذه المباني خلال الحرب الأهلية، إلا أنها أعيدت إلى شكلها السابق وجميعها قيد الاستخدام حاليًا. خلال الأعياد والمناسبات الدينية تستضيف الكنائس والمساجد التجمعات الاجتماعية والفعاليات الخيرية والمسابقات الدينية وحفلات الجوقة للآيات الدينية والصلوات الجماعية التي تحضرها أبرز الشخصيات السياسية في لبنان.

### جامع محمد الأمين
جامع محمد الأمين هو جامع سني يقع في ساحة شهداء بيروت. يشتهر هذا المسجد بكونه خلفية أحداث ثورة الأرز في عام 2005. يتبع هذا المسجد المستوحى من جامع السلطان أحمد في إسطنبول الطراز المعماري العثماني بلمسات وتوضيحات على الطراز المصري المملوكي. أكثر ما يميزه شكله الخارجي الخارجي ذي الأحجار المغرة، والقباب الزرقاء العملاقة، والمآذن التي يبلغ ارتفاعها 72 مترًا على طراز مكة. بدأ البناء في عام 2002 من قبل رئيس الوزراء رفيق الحريري، وانتهى في عام 2007. افتتح ابنه سعد الحريري المسجد في احتفال كبير في 17 أكتوبر 2008. وهو المسجد المركزي للطائفة السنية في لبنان.

### الجامع العمري الكبير

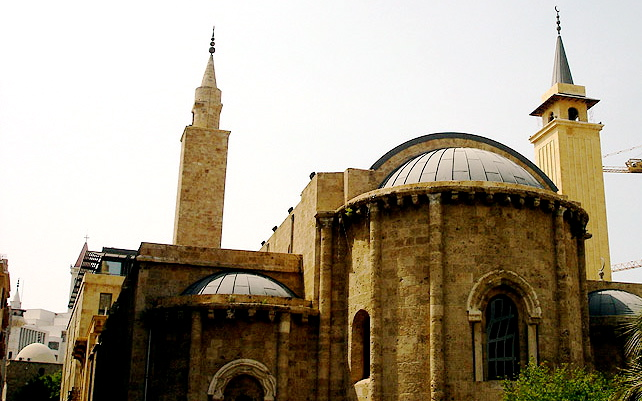
الجامع العمري الكبير

قبل أن يسيطر جامع محمد الأمين، كان هذا الجامع في البداية المسجد المركزي في بيروت. تم تسمية هذا المسجد تكريماً لعمر بن الخطاب، وكان في البداية كنيسة صليبية، والتي كانت بدورها معبدًا وثنيًا. احتل هذا المسجد وأعيد احتلاله مرارًا وتكرارًا من قِبل الفصائل المتحاربة في عهد الحروب الصليبية، وقد استقر هذا المسجد في نهاية المطاف في أيدي المسلمين في عام 1291. وقد تم تزيين جدران المساجد من الحجر الرملي بالنقوش المملوكية والعثمانية. يوجد قفص ذهبي من الفولاذ داخل المسجد، هدية من السلطان عبد الحميد الثاني إلى بيروت، يحيط بمزار يوحنا المعمدان. يقع محراب المسجد وهو محراب نصف دائري في الجدار يشير إلى القبلة، على الجانب الشرقي ويحمل نقوشًا يونانية قديمة مميزة. تم الحفاظ على ثلاثة شعرات من النبي محمد في الجانب الجنوبي الغربي من المسجد. تم تقديمهم إلى المسجد من قبل السلطان عبد المجيد الأول. خضع المسجد لعدة عمليات ترميم من قبل الدليل العام للأوقاف ووزارة السياحة، وتحديداً في عامي 1952 و 1949. وقد لحقت بها أضرار جسيمة في الحرب الأهلية اللبنانية، وهوجمت عدة مرات من قبل الميليشيات التي خفضت أسماء الصحابة على الجدران وسرقت الشعر. أثناء إعادة إعمار منطقة بيروت المركزية، تم تجديد المسجد وتوسيعه ليشمل مساحته الحالية.

### كاتدرائية مار جرجس المارونية

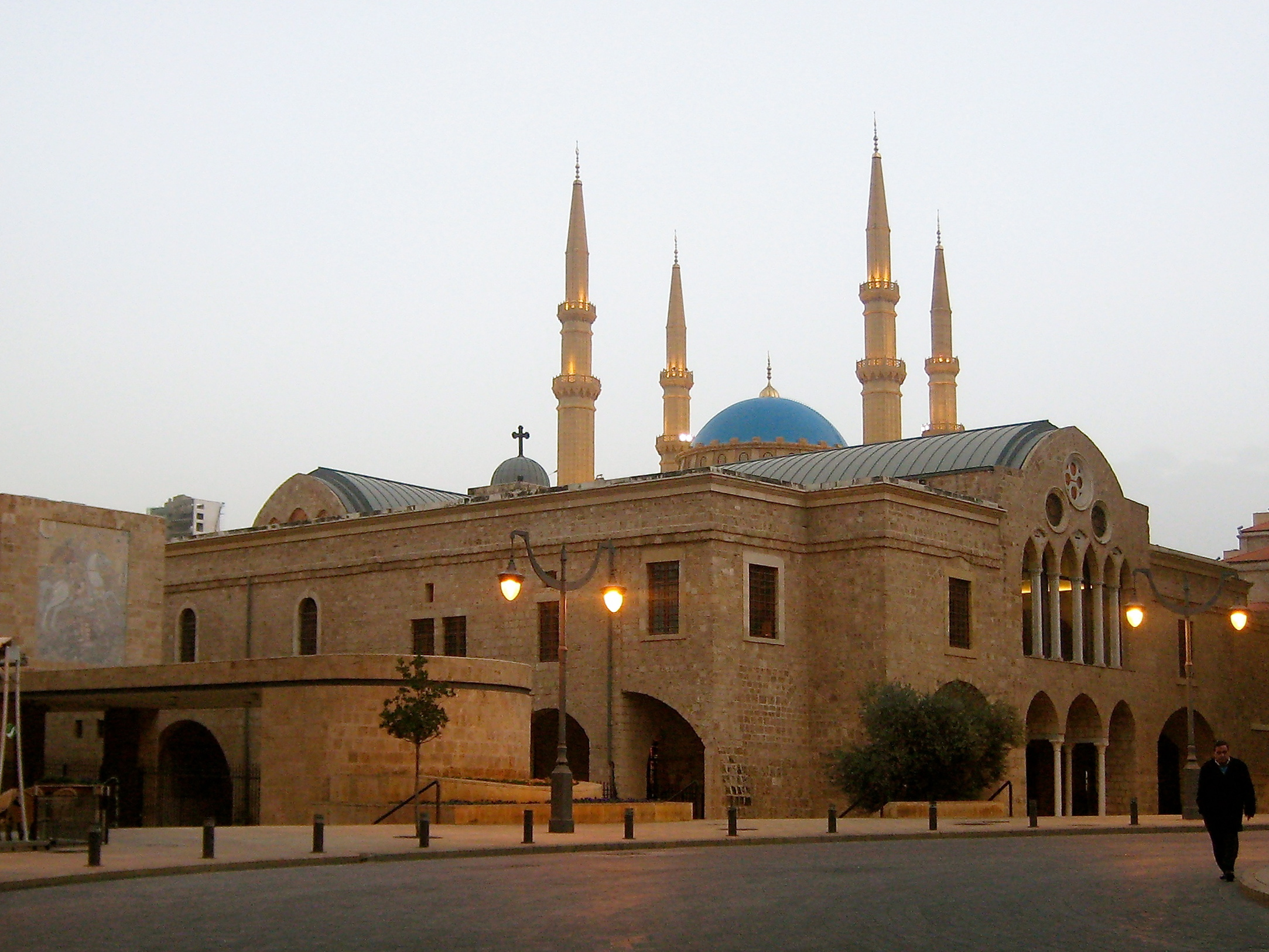
كاتدرائية القديس جاورجيوس للروم الأرثوذكس في ساحة النجمة

كاتدرائية مار جرجس المارونية هي كاتدرائية أبرشية مارونية في بيروت. بعد عشر سنوات من الأعمال التي بدأها المونسنيور جوزيف ديبس، تم الانتهاء من بناء الكاتدرائية في عام 1894. تم استلهام واجهة الكنيسة والداخلية والخطة من كنيسة سانتا ماريا ماجيوري في مدينة روما. جدران الكنيسة مزينة بالجص والرخام. تم حفظ الكرسي الذي استخدمه البابا يوحنا بولس الثاني خلال زيارته للبنان في أيار (مايو) 1997 في كاتدرائية «رتركواير».

### كاتدرائية القديس جارجيوس للروم الأرثوذكس
يعود تاريخ بنائها إلى عام 1772، وتقع مباشرة في ساحة النجم وهي أقدم كنيسة أرثوذكسية في بيروت. يُعتقد أن موقعه مجاور مباشرة لموقع كلية الحقوق الرومانية الشهيرة في بيروت. خضعت الكنيسة لعدة ترميمات في تاريخها بسبب الكوارث الطبيعية والتآكل والدمار المتعمد. خلال الحرب الأهلية اللبنانية تم إحراق الكنيسة وتدميرها مع سرقة معظم ممتلكاتها. بدأت كنيسة الروم الأرثوذكس في بيروت أعمال التجديد في 16 أكتوبر 1995. وقد أدى التنقيب في الموقع إلى اكتشاف بقايا ثلاث كنائس أخرى وجزء من الأعمدة الرومانية. تم دمج هذه القطع الأثرية في متحف تحت الأرض مباشرة أسفل الكاتدرائية.

### كنيسة القديس نيشان الأرمنية الأرثوذكسية

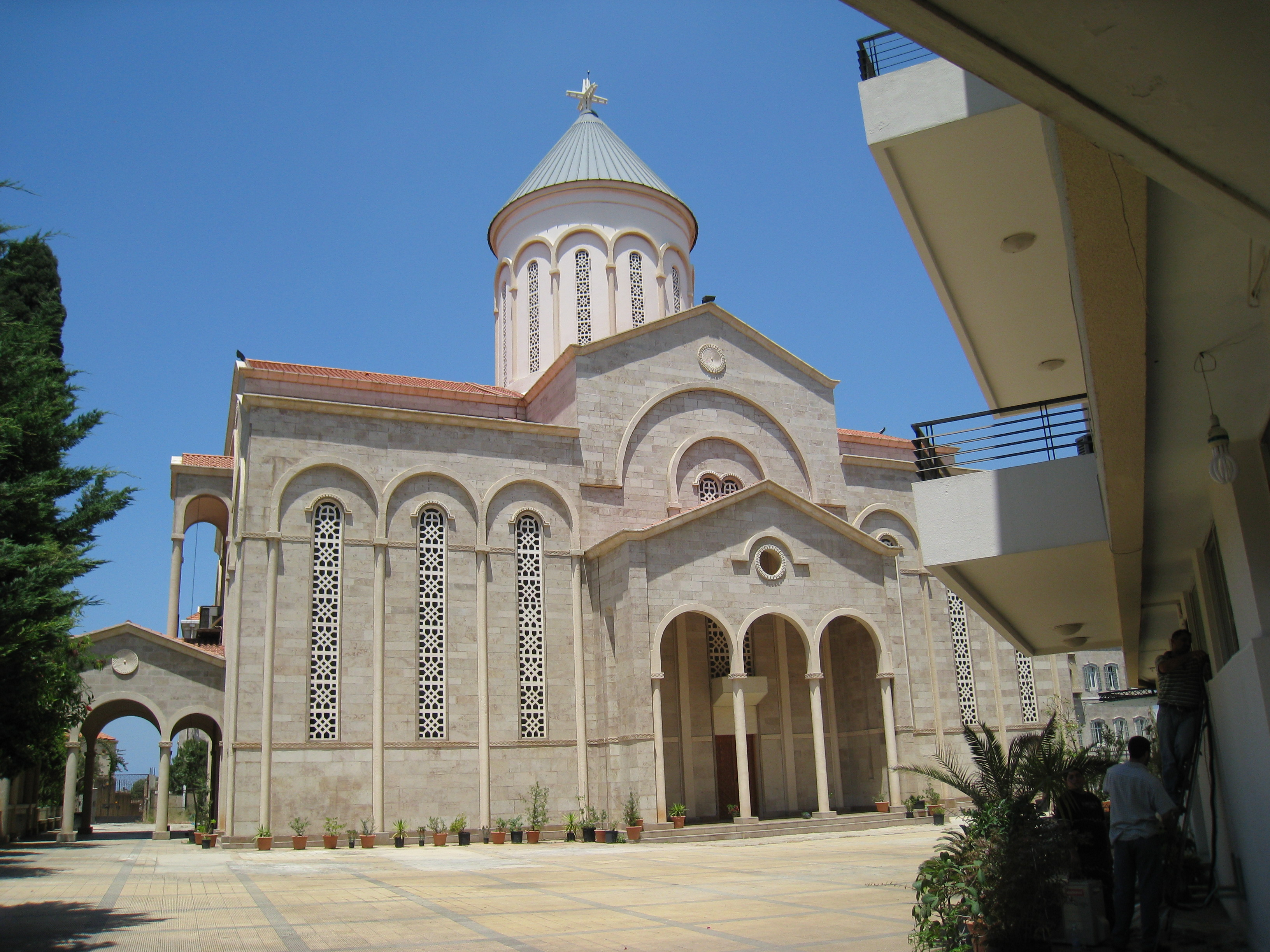
كنيسة القديس نيشان الأرمنية الأرثوذكسية

هي الكنيسة الوحيدة المخصصة للأرمن الأرثوذكس في منطقة وسط بيروت. يتم بناؤه مباشرة على السراي الكبير التي تواجه السراي والمعهد الوطني اللبناني العالي للموسيقى. اسمها يعني «العلامة المقدسة»، في إشارة إلى بقايا مهمة. الجزء الخارجي للكنيسة مغطى ببلاط من الحجر الجيري الأبيض، بينما يغطى سطحه بالطوب الأحمر وقبة الرصاص الرمادية.

### كاتدرائية القديس إيليَّا الأرمنية الكاثوليكية

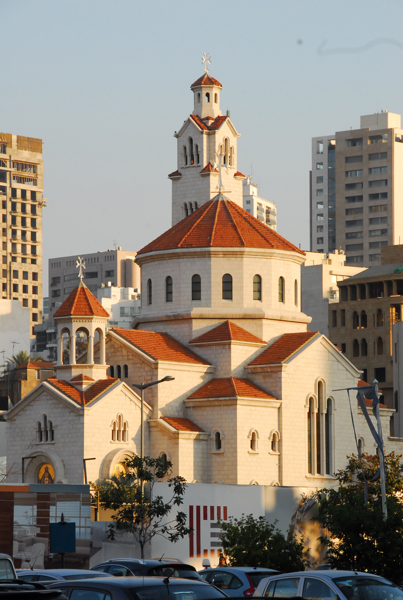
كاتدرائية القديس إيليَّا الأرمنية الكاثوليكية

أول كنيسة كاثوليكية أرمنية تم بناؤها في بيروت، بدأ بنائها مع رئيس أساقفة الأرمن الكاثوليك في عام 1860. تعرضت لأضرار جسيمة خلال الحرب الأهلية، بسبب موقعها مباشرة على طول الخط الأخضر. سيطر رئيس الأساقفة عليها في أوائل التسعينيات وبدأ أعمال الترميم. تم تدمير الكنيسة عدة مرات في التاريخ، وأبرزها عندما تم هدمها للتوسع في عام 1901 ولإنشاء دير القديسين في عام 1950.

### مسجد الأمير عساف التركماني
يقع مسجد الأمير عساف في شارع ويغاند في وسط بيروت، بالقرب من الجانب الشرقي من الجامع العمري الكبير ويواجه الزاوية الجنوبية الشرقية للقصر البلدي وحديقة سمير قصير. تم بناؤه من قبل الأمير منصور عساف بين عامي 1572 و 1580 في موقع الكنيسة البيزنطية للمخلص المقدس. وتسمى أيضًا «مسجد باب السراي» بمعنى «باب المسلسل العظيم». يختلف العلماء حول سبب الاسم الثاني للمسجد، يقول البعض إنه يشير إلى السراي العثماني الكبير بينما يصر آخرون على أنه يشير إلى «دار الولاية»، وهي عبارة عن سراي حكومي قديم بالقرب من المسجد تم بناؤه من قبل الأمير فخر الدين المعني الثاني محافظ بيروت وجبل لبنان.

### مسجد الأمير منذر
تم تسمية هذا المسجد باسم الأمير منذر بن سليمان، ويطلق عليه أيضًا اسم «النافورة» (وهو يعني النافورة)؛ بسبب وجود نافورة قديمة في فناءه. تم الانتهاء من المسجد في عام 1620 في عهد فخر الدين الثاني أمير جبل لبنان. ويحتوي المسجد على ستة أعمدة رومانية في وسطه.

### كاتدرائية القديس مار إلياس الرومية الكاثوليكية
تقع كاتدرائية القديس مار إلياس على طول ساحة النجمة في منطقة بيروت المركزية، وهي تابعة لكنيسة الروم الملكيين الكاثوليك في لبنان. في وقت اكتمالها في عام 1863، كان ينظر إلى الكاتدرائية كمكان رائع بسبب هندستها المعمارية البيزنطية والديكور الشرقي الجميل. تشتهر الكاتدرائية بتصميمها الداخلي الكلاسيكي الحديث البارز، وأيقوناتها الرخامية، والأقواس القوطية، والأوكولوس. تم ترميم الكاتدرائية من قبل أبرشية في عام 1994 بعد الأضرار الناجمة عن الحرب. بدأت أعمال الترميم في نهاية عام 2003 وانتهت في مايو 2006.

### الكنيسة الإنجيلية الوطنية

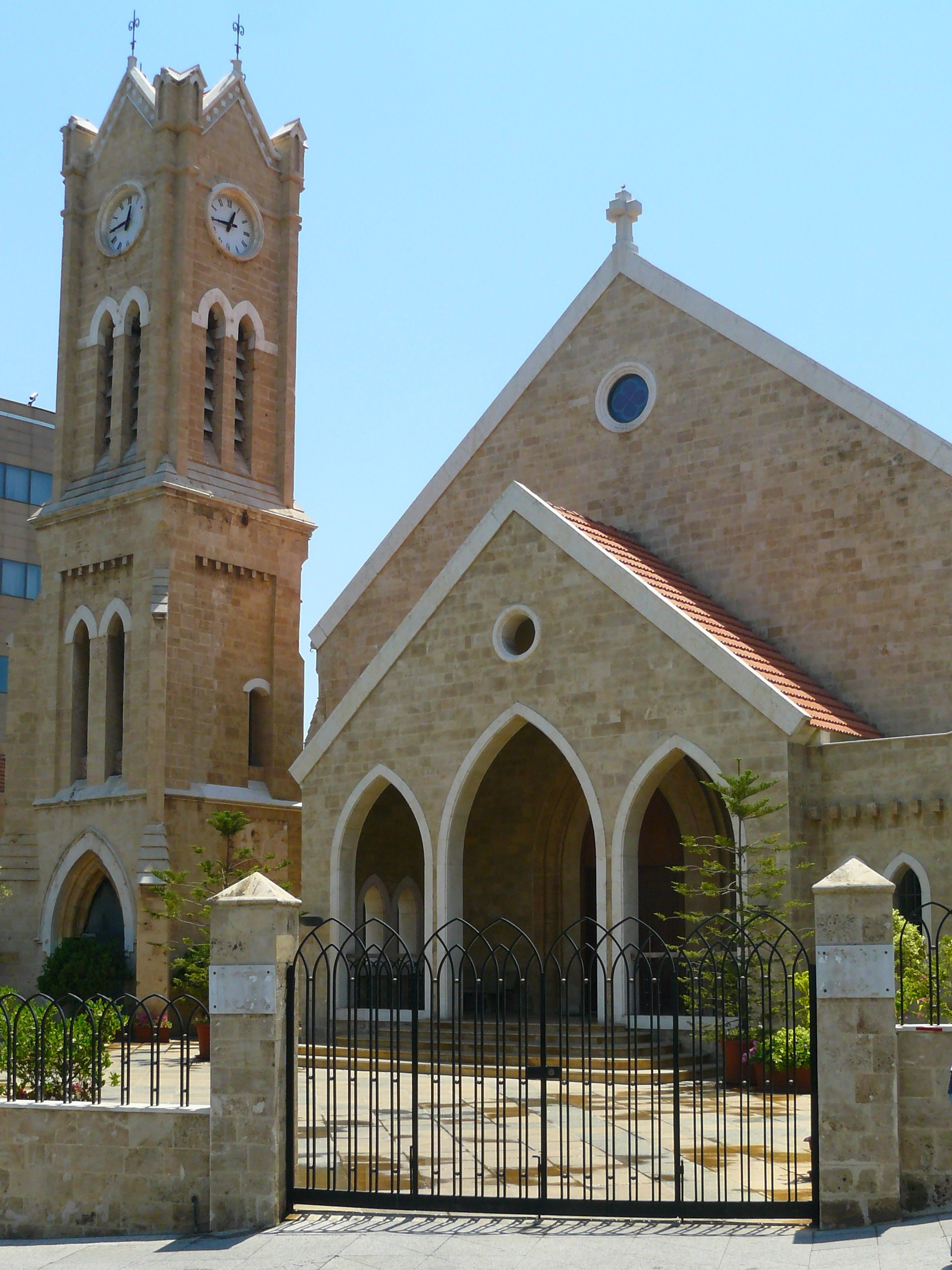
الكنيسة الإنجيلية الوطنية في بيروت

الكنيسة الإنجيلية الوطنية في بيروت هي أول جماعة بروتستانتية عربية في الشرق الأوسط. تأسست في وسط بيروت عام 1848 من قبل المبشرين الأمريكيين والمشيخيين، وهي الأقدم والأكبر من بين تسع تجمعات في لبنان. خلال الحرب الأهلية اللبنانية (1975-1990)، تم تدمير الكنيسة بالكامل باستثناء برج الجرس وبالتالي تفرقت الجماعة. منذ إعادة بنائها في عام 1998، بدأت الكنيسة الإنجيلية الوطنية في بيروت في إعادة جمع أبرشيها في حظيرة لها، وعقد خدمات صلاة منتظمة وتنظيم الأنشطة الاجتماعية والثقافية. يقع مباشرة بالقرب من السراي الكبير، فن العمارة لهذه الكنيسة هو القوطية والشرقية مع سقف من الطوب الأحمر.

### كنيسة القديس لويس الكبوشي
كنيسة القديس لويس الكبوشي هي كنيسة كاثوليكية لاتينية في وسط بيروت، وتقع إلى الشمال من السراي الكبير ومجلس التعمير والتنمية. بنيت في عام 1864 من قبل المبشرين كبوشي وتم تسميته على شرف الملك لويس التاسع ملك فرنسا. كانت الكنيسة أول مبنى تاريخي يتم تجديده وافتتاحه في بيروت بعد نهاية الحرب الأهلية اللبنانية. الكنيسة ملحوظة للغاية لواجهاتها من الحجر الرملي، ونوافذها الخشبية ذات اللون الوردي، وبرجها الجديد ذو الحجر الجيري الأبيض.

### جميع القديسين الكنيسة الانجليكانية
تأسست كنيسة جميع القديسين في عام 1912 على شاطئ البحر بالقرب من مرفأ بيروت لخدمة البحارة. أصبحت آنذاك كنيسة للمجتمع الدولي الناطق باللغة الإنجليزية في العاصمة اللبنانية. تم تأسيس الجماعة المحلية العربية من قبل اللاجئين الفلسطينيين الذين أجبروا على الخروج من أراضيهم ومنازلهم في عام 1948. العديد من الأسر اللبنانية التي عادت إلى لبنان من فلسطين، حيث أصبحوا أنجليكانيين وانضمت إلى الكنيسة منذ ذلك الحين. جميع القديسين هي واحدة من 27 الكنيسة الأنجليكانية/الأسقفية في المناطق الخاضعة لسلطة الكنيسة الأسقفية في القدس والشرق الأوسط. جميع القديسين هي الكنيسة الأنجليكانية الوحيدة في لبنان.

## المؤسسات الدولية والأجنبية
أصبحت منطقة بيروت المركزية قلب الحياة الدبلوماسية في لبنان؛ بسبب البيئة الآمنة والمرافق ذات التقنية العالية والخدمات الحديثة التي تتمتع بها. بالاستفادة من الموقع الجغرافي لوسط المدينة والقرب من المؤسسات الرسمية والتجارية، أصبح وسط بيروت مركزًا للعديد من المؤسسات الدولية والوفود التجارية والثقافية والسفارات الأجنبية. على هذا النحو، أصبحت عدة دول ممثلة رسميًا في وسط المدينة من خلال السفارات ووكالات التعاون التجاري والثقافي والمنظمات الإنسانية غير الحكومية والقنصليات. بعض منها يتمثل في:

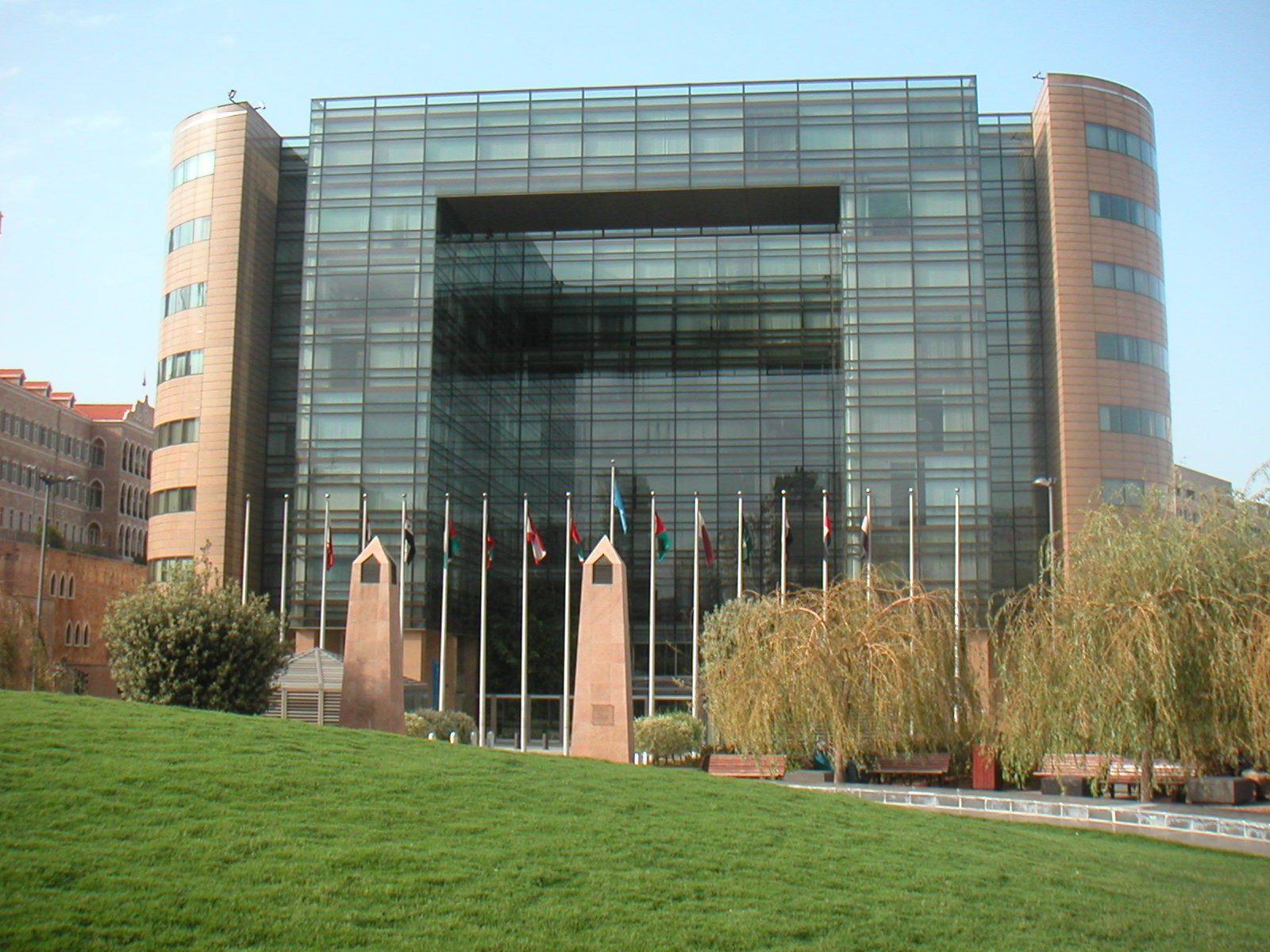
بيت الأمم المتحدة الذي يستضيف مقر الأمم المتحدة

- بيت الأمم المتحدة الذي يستضيف مقر الأمم المتحدة
- غرفة التجارة الأمريكية اللبنانية
- اتحاد البنوك العربية
- لجنة الأمم المتحدة الاقتصادية والاجتماعية لغرب آسياESCWA
- سفارة بلجيكا
- سفارة ايطاليا
- قنصلية بليز
- معهد ثيربانتس
- المؤسسة الثقافية العربية
- مجلس الأعمال اللبناني الألماني
- وكالة أمديست للتعاون الثقافي
- قنصلية تركيا
- سفارة اليابان
- سفارة بريطانيا
- سفارة الأرجنتين
- قنصلية غامبيا
- سفارة استراليا
- سفارة النرويج
- سفارة الدنمارك

### بيت الأمم المتحدة
يعد مبنى الأمم المتحدة أحد المعالم البارزة في البوابة الجنوبية المؤدية إلى وسط المدينة، ويطل على ساحة رياض الصلح وحديقة جبران خليل جبران الأثرية، من تصميم بيار الخوري للمهندسين المعماريين كمبنى ذكي يضم العديد من وكالات الأمم المتحدة المحلية والإقليمية. منذ افتتاحه من الأمين العام للأمم المتحدة كوفي أنان في عام 1997، أصبح بيت الأمم المتحدة النقطة المحورية للنشاط الدبلوماسي في لبنان. اشتهرت الأمم المتحدة بأنها مقر لجنة الأمم المتحدة الاقتصادية والاجتماعية لغربي آسيا (الإسكوا)، كما تستضيف العديد من المقرات الإقليمية والمحلية للأمم المتحدة بما في ذلك مكتب البنك الدولي الدائم في بيروت. التصميم المعماري لهذا المشروع المؤلف من تسعة طوابق على شكل قوس مع فناء داخلي ذو مناظر طبيعية بمساحة 600 متر مربع يوفر مساحة مظللة لطيفة مع الأشجار والزهور والمقاعد. الاستخدام المكثف للزجاج في الجدران الخارجية يمنح المبنى الشفافية ويسمح بالضوء الطبيعي بالنفاذ طوال الوقت. إنه مبنى ذكي مجهز بأحدث التقنيات. تبلغ مساحتها 43,000 متر مربع بما في ذلك المكاتب ومكتبة ومرافق مختبر اللغات ومركز للمؤتمرات والتخزين ومواقف السيارات ومساحات البيع بالتجزئة. يستضيف بيت الأمم المتحدة مؤتمرات مهمة على مدار العام.

## التسوق وتناول الطعام

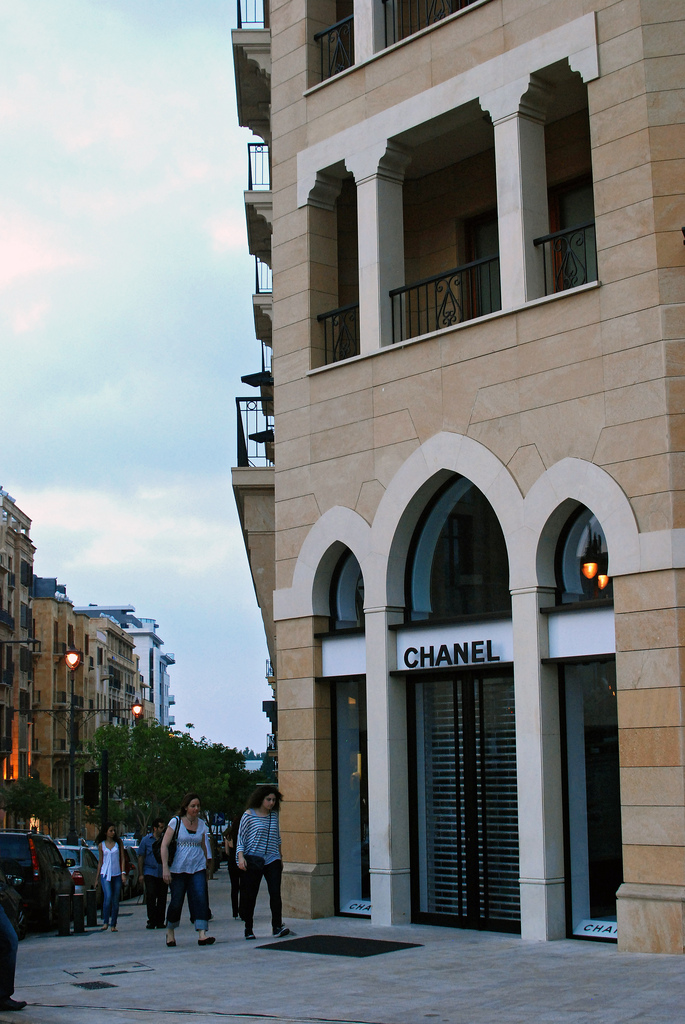
متجر شانيل في وسط بيروت

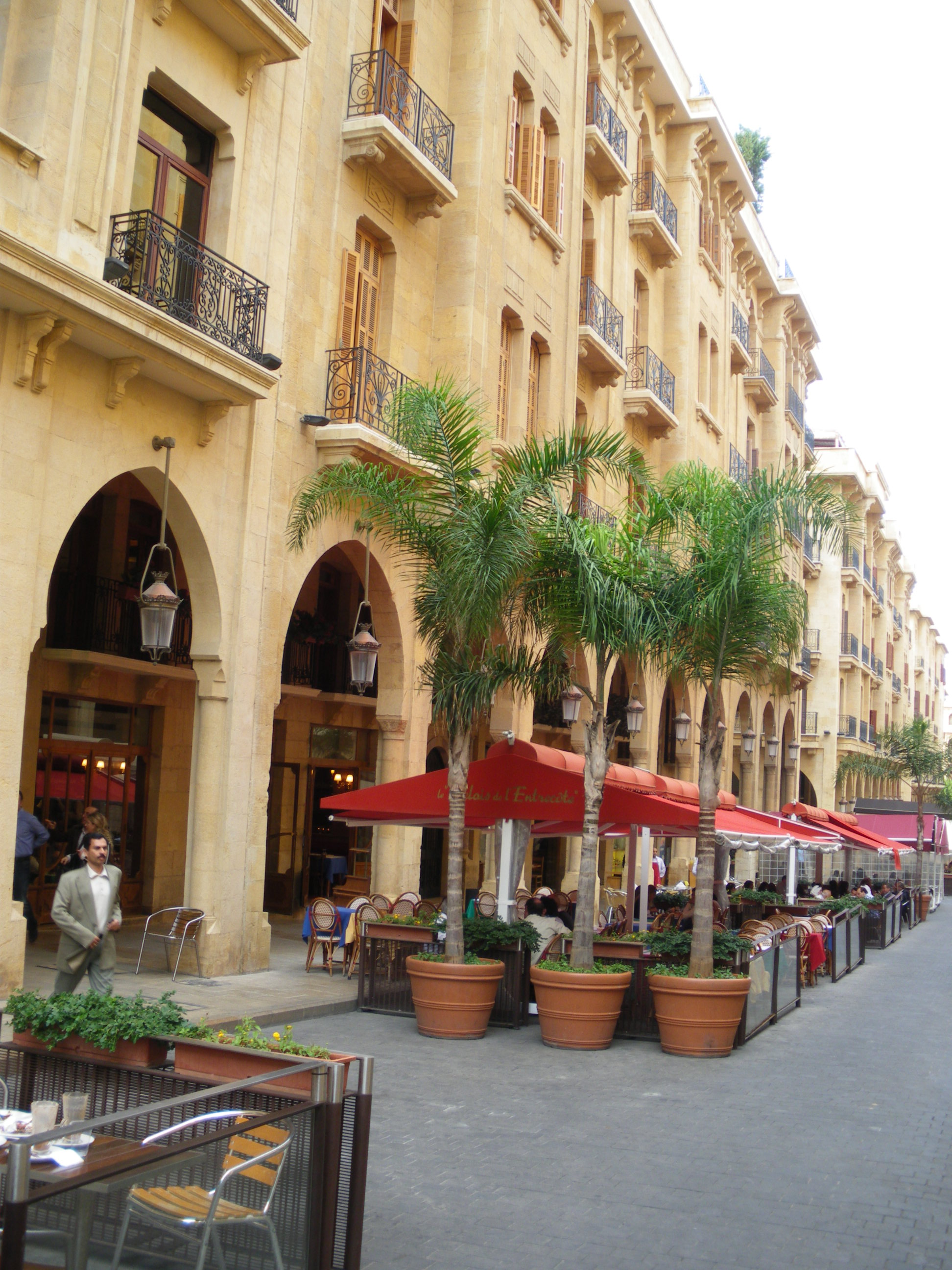
مقاهي الرصيف هي علامة تجارية لشركة BCD

يضم وسط المدينة أكثر من 350 مكان بيع بالتجزئة موزعة على طول الشوارع والأحياء. يتألف التسوق في وسط المدينة بشكل رئيسي من سلسلة متاجر الأزياء الراقية والمحلات التجارية ذات الشهرة العالمية والمتاجر الراقية والبوتيكات الفاخرة. تقوم المتاجر ببيع الملابس والإكسسوارات والمجوهرات والأثاث وأجهزة Hi-Fi والأجهزة الإلكترونية والسجلات والكتب والحرف اليدوية والهدايا والفن والتحف. تقع المتاجر في الغالب على مستوى الشارع، لكن البعض الآخر امتد ليشمل الطوابق العليا. بعض المباني أو مجموعة منها مخصصة للمتاجر الكبرى. تنتشر المتاجر إلى مناطق أخرى لتتوج أخيرًا في أسواق بيروت.
يوجد أكثر من 100 مقهى ومطعم وحانة وملاهي ليلية مفتوحة في وسط بيروت. تقدم المطاعم مجموعة متنوعة من المأكولات الفرنسية والإيطالية والأمريكية واللبنانية والصينية واليابانية وغيرها من الأطباق الآسيوية. تعد مقاهي الرصيف علامة تجارية في منطقة وسط المدينة، حيث يصطف عشرات منها في الشوارع. وهي تتراوح بين المقاهي الشرقية التي تقدم القهوة التركية والشيشة والامتيازات العالمية مثل ستاربكس.

### أسواق بيروت

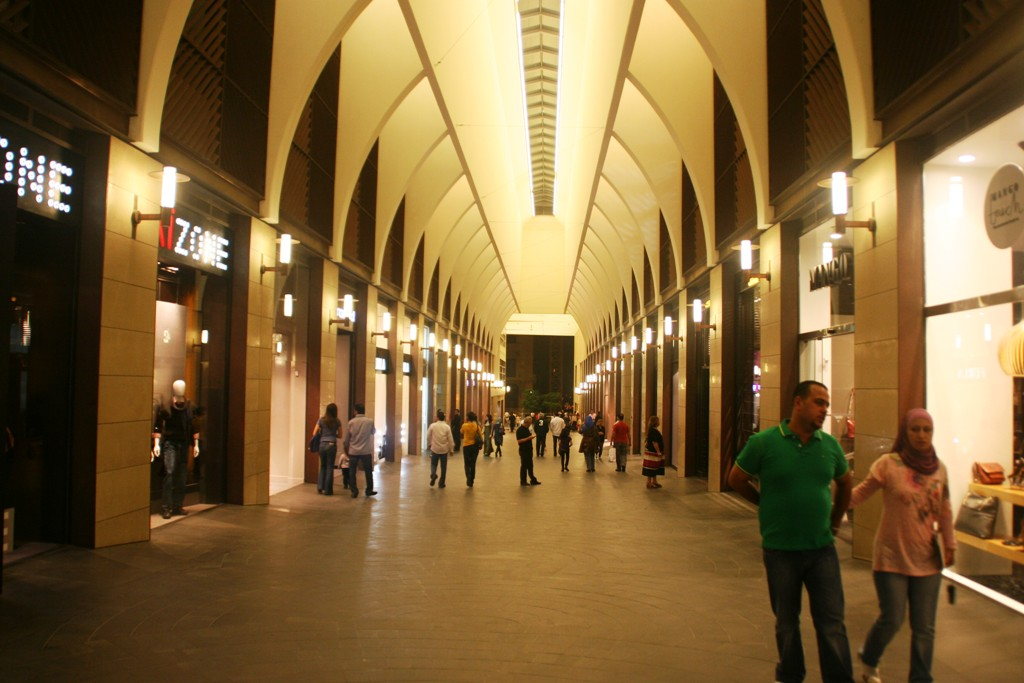
سوق طويلة

أسواق بيروت تمثل منطقة تسوق ضخمة في وسط بيروت. موطن لأكثر من 200 متجر ومتجر متعدد الأقسام، مما يجعله أكبر قطاع للتسوق في بيروت. مشروع الأسواق بحد ذااته هو إعادة إعمار أسواق القرون الوسطى القديم، بعد أن لحقت به أضرارًا لا يمكن إصلاحها من الحرب الأهلية اللبنانية. في عام 1994، وافق البرلمان اللبناني على خطة رئيسية أعدها المهندس المعماري اللبناني جاد تابت، وتم تنفيذ البناء من قبل شركة سوليدير العقارية. سعت سوليدير إلى استعادة الوظيفة التجارية التاريخية للأسواق في قلب بيروت وجذب المجتمع التجاري الذي كان قد فر خلال الحرب، مع الحفاظ على شبكة الشوارع الهلنستية الأصلية التي ميزت الأسواق القديمة والمعالم التاريخية في المنطقة. تم تصميم الأسواق كمساحات مفتوحة متصلة مع العديد من نقاط الوصول على طول أزقة التسوق المقنطرة والأروقة. احتفظت أسواق بيروت بأسمائها التاريخية: سوق الطويلة (السوق الطويل)، سوق أروام، سوق جميل، سوق عياص، سوق سيور، سوق بوتروس وسوق أرواد. بعض المتاجر في الأسواق هي كارتييه، غوتشي، بربري، فيندي، زارا، مارك جاكوبس، دولتشي آند غابانا، ديور، ماسيمو دوتي، مانجو، بوتيغا فينيتا، شركة تمبرلاند، إيف سان لوران، بيرشكا، روبرتو كافالي، سبرينغفيلد، كلوي، جيمي تشوو، جاك آند جونز، ستيلا ماكارتني، سيلين، لوي فيتون، فيرو مودا، وبول آند بير.
يضم القسم الشمالي من أسواق بيروت مجمعًا ترفيهيًا صممته شركة الهندسة المعمارية فالود آند بيستر ومقرها باريس. إنها وجهة ترفيهية ضخمة تضم 14 دورًا للسينما مع قاعتين لكبار الشخصيات تقدمهما صالة كبيرة ومناطق امتياز. في شارع اللنبي، تصطف المحلات الراقية على الجوانب بينما يستضيف المبنى المجاور على شكل حرف L المقاهي والمطاعم. يوجد في الأسواق الشمالية أيضًا متجر كبير مصمم من قبل شركة التصميم الدولية زها حديد ومقرها في كليركينويل، لندن.

## الفن والموسيقى

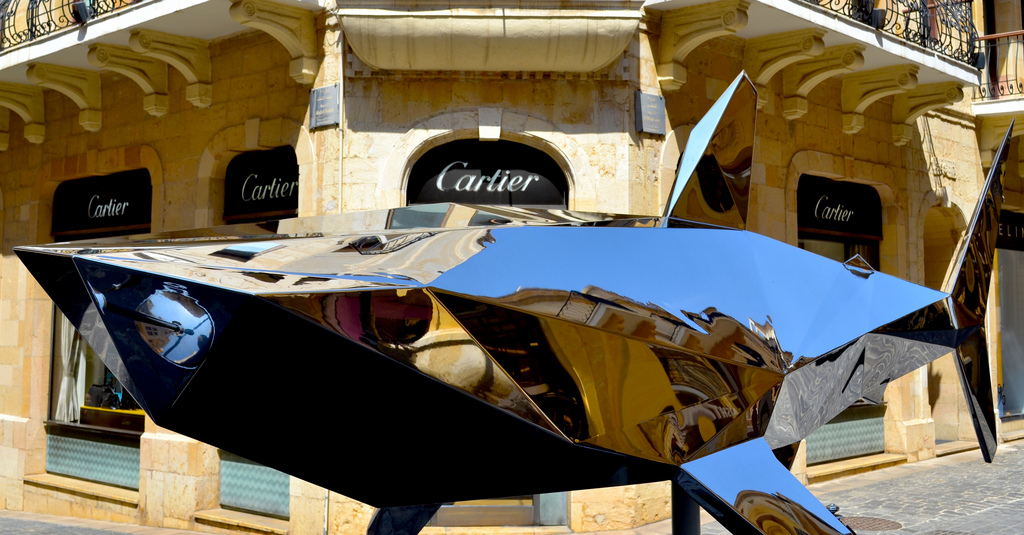
فن الشارع أمام متجر كارتييه

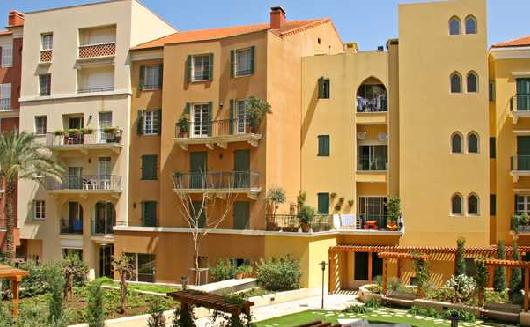
كارتييه للفنون في قرية الصيفي

تعد بيروت مركز الأعمال الفنية والترفيهية في المنطقة. وباعتبارها مركزًا فنيًا مزدهرًا أصبحت مركزًا إقليميًا جديدًا للمعارض والمعارض الفنية والعروض الموسيقية. يتم تنظيم المعارض المحلية والإقليمية والدولية بانتظام في جميع أنحاء وسط المدينة. تغطي هذه المعارض مجموعة متنوعة من الموضوعات التي تشمل التماثيل واللوحات والهندسة المعمارية والتخطيط الحضري والمخطوطات والمحفوظات والتصوير الفوتوغرافي والحرف اليدوية والعديد من الموضوعات الفنية والتجارية والصناعية والعلمية الأخرى. تتراوح الأماكن التي تستضيف هذه المعارض بين المباني التاريخية والمراكز الثقافية ومقر وسائل الإعلام والمكتبات والمقاهي ومراكز المعارض المخصصة بالكامل وصالات العرض المتخصصة.
تستضيف أيضاً المساحات المفتوحة العديد من المعارض الفنية المؤقتة والمعارض العامة. أصبحت أسواق بيروت وتحديداً ساحة العجمي وشارع طرابلس، موقعًا ملائمًا لعروض الشوارع والمعارض والحفلات الموسيقية مثل مسابقة ملكة جمال لبنان لعام 2011. يعد مركز بيروت الدولي للمعارض والترفيه (بيال عادةً) أرضًا مخصصة لهذا الغرض، حيث يتكون من 15,000 متر مربع من أرض العرض، ويستضيف معارض متنوعة. قرية الصيفي هي «كوارتييه دي آرتس» في بيروت أو «حي الفنون»، وتستضاف فعاليات على مدار السنة في مجموعتها النابضة بالحياة من المعارض الفنية والمتاجر الحرفية. يمكن حضور الحفلات والعروض الموسيقية في الكنائس أو المباني التاريخية، وفي الأماكن المفتوحة، وفي الأماكن الخاصة مثل ميوزيك هول.
استعادت منطقة بيروت المركزية دورها تدريجياً، وكذلك تطور دورها كمحور ثقافي وأدبي للعاصمة. حيث توجد المكتبات الكبرى والمكتبات الأصغر في البلد، وتستضيف باستمرار توقيعات الكتب، وإطلاق الكتب، والندوات والمؤتمرات من قبل مؤلفين ذوي شهرة عالمية وإقليمية ومحلية. المكتبات الرئيسية تتمثل في مكتبة أنطوان، مكتبة البرج، فيرجن ميغاستورز، ومحل بيع الكتب؛ وكذلك مكتبة عامة مخططة في ساحة الشهداء. المنطقة الوسطى هي أيضًا موطن لمقر صحف عموم الشرق الأوسط المشهورة مثل النهار (جريدة لبنانية) وذا ديلي ستار ولوريون لوجور. في عام 2010 تم تسمية بيروت عاصمة الكتاب العالمية، وتم تنظيم احتفالات وأنشطة المناسبة في مركز بيال في المنطقة الوسطى. المنطقة المركزية هي موطن لمعرض بيروت العربي الدولي للكتاب، الذي يضم أعمال ومؤلفين من لبنان والمملكة العربية السعودية والكويت والإمارات العربية المتحدة وسلطنة عمان والعراق وفلسطين ومصر وعدة أشخاص آخرين، مع حوالي 180 ناشر لبناني وعشرات آخرين من بقية الوطن العربي. يوجد معرض كتاب رئيسي آخر في المنطقة الوسطى هو معرض الكتاب الفرنكوفوني. يجمع المعرض مؤلفين وشخصيات من أوروبا وشمال إفريقيا ولبنان، مع اختيار دولة مختلفة كضيف شرف كل عام. في عامه العشرين، استقبل المعرض حوالي 100,000 زائر. في عام 2012، دخل معرض الكتاب العربي والدولي عامه السادس والخمسين، بينما بلغ معرض الكتاب الفرنكوفوني العشرين.
خلال موسم الصيف، تصبح الواجهة البحرية الجديدة في منطقة بيروت المركزية ساحة حفلات موسيقية ضخمة تستضيف فنانين وعروض من الطراز العالمي. تضم قائمة الفنانين في منطقة الواجهة البحرية الجديدة دافيد غيتا وشاكيرا و30 سكوندز تو مارس وفلو رايدا وجيمس بلانت ومارسيل خليفة وكشا وألكسندرا ستان وشون كينغستون وتي-بين ووردة الجزائرية وإيكون وليل وين، ستينغ، ماري كاري، فيل كولينز، 50 سنت، ماجدة الرومي، ريكي مارتن، ميكا، تييستو، ذا بوسيكات دولز، سنوب دوغ، مايكل بولتون، أرمين فان بيورن، إنريكيه إغليسياس، ريد هوت تشيلي بيبرز، فيروز، إڤانيسنس، تايو كروز، سكوربينز ... الخ

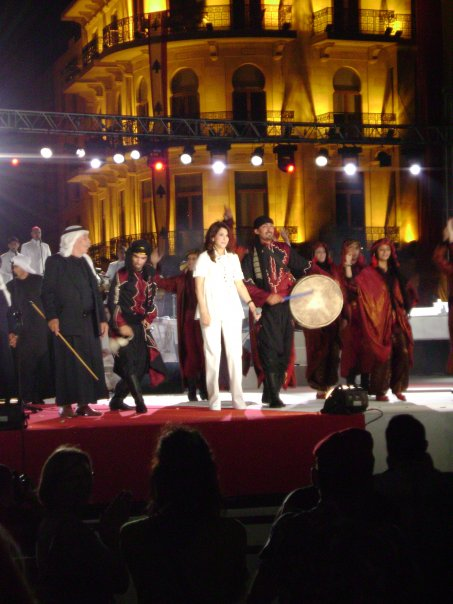
ماجدة الرومي تغني في مهرجان في ساحة الشهداء، بيروت

### مهرجان بيروت للموسيقى والفنون
شهد عام 2011 إطلاق مهرجان بيروت للموسيقى والفنون، وهو حدث سنوي يقام في أسواق بيروت. وصفه منظمو الحدث بأنه «رؤية تتطلع إلى أداء دور بيروت كعاصمة ثقافية للشرق الأوسط». الهدف من هذا المهرجان هو تعزيز المشهد الثقافي في لبنان والشرق الأوسط، من خلال اقتراح مجموعة من الموسيقيين المحليين وفناني الأداء العالميين بجميع أشكاله. تم تقسيم عروض الفنانين والمطربين على مرحلتين: مكان جراند ستاند ومكان قرية الموسيقى. تضمنت قائمة الفنانين في السنة الأولى للمهرجان الدي ميولا، إيرث آند ويند آند فاير، جوران بريجوفيتش، إلهام المدفعي، مارسيل خليفة، نتاشا أطلس، روجر هودجسون وغيرهم الكثير.

### مهرجان بيروت للجاز
مهرجان بيروت للجاز هو مهرجان سنوي للموسيقى والاحتفال يستمر لعشرة أيام تقريبًا كل عام. تم إطلاق المهرجان في عام 2007 في وسط بيروت من قبل سوليدير، الشركة العقارية التي تقف وراء إعادة تطوير منطقة وسط بيروت. يقام المهرجان في أماكن مختلفة كل عام، وآخرها في ساحة العجمي في أسواق بيروت. طبقًا لمنظمي المهرجان فإن مهرجان بيروت للجاز لا يقتصر على موسيقى الجاز الكلاسيكية فقط بل «يدمج الموسيقى العربية الفولكلورية في الأفكار الموسيقية الغربية الارتجالية مع تجريب أنواع الموسيقى التقليدية من مختلف أنحاء العالم». بعض الفنانين الذين شاركوا في المهرجان مؤخراً هم ربيع أبو خليل، شربل روحانا، ماركوس ميلر، باتي أوستن، راندي كروفورد، جو عينة، أرتور ساندوفال، تشارلي وينستون، تشوتشو فالديس وآخرين.

### مهرجان الموسيقى
تم إطلاق مهرجان الموسيقى، أو اليوم العالمي للموسيقى، الذي بدأ في باريس عام 1982، ليصبح مهرجانًا عالميًا للموسيقى يتم الاحتفال به في جميع أنحاء العالم، ويحتفل في الشرق الأوسط فقط كل من الأردن والمغرب والجزائر إلى جانب لبنان. هو احتفال يستمر طوال الليل يقام في لحظة الانقلاب الصيفي، ويتكون من حفلات موسيقية مجانية للموسيقيين الهواة والمحترفين ويمكن للجمهور الوصول إليها. تقام في أماكن مختلفة في منطقة بيروت المركزية (ساحة الشهداء بشكل رئيسي، حديقة الحمامات الرومانية، وميدان سمير قصير) أو خارج المنطقة (شارع الحمراء وشارع غورو). وصفت مجلة «تايم أوت بيروت» المهرجان قائلة «إنه يشجع الناس على رؤية موسيقى مجانية رائعة وكسر الحواجز بين الشوارع واللاعبين، إنها أمسية ديمقراطية للاكتشاف الموسيقي».

### احتفالات بيروت
«احتفالات بيروت» هو اسم الاحتفالات السنوية بعيد الميلاد وليلة رأس السنة في منطقة بيروت المركزية. تحت رعاية رئيس وزراء لبنان ووزارة الثقافة اللبنانية، تنظم سوليدير الشركة اللبنانية لتطوير وإعادة إعمار بيروت سلسلة من الأحداث بمناسبة نهاية احتفالات نهاية العام. تشهد منطقة وسط المدينة موكب عيد الميلاد العملاق الذي يمتد على طول ساحة الشهداء وشارع اللنبي وأسواق بيروت. وافتتاح «قرية سانتا»، سوق عيد الميلاد في قرية الصيفي.
تشمل الاحتفالات الأخرى أضواء عيد الميلاد، وإضاءة شجرة عيد الميلاد، وعروض الألعاب النارية، وكارولز الغناء، والعصابات المسيرة، وعوامات سانتا، والعديد من الأحداث الأخرى.

### ماراثون بيروت الدولي
«ماراثون بيروت الدولي» هو حدث سنوي في منطقة بيروت المركزية بدأ في 19 أكتوبر 2003. ويتم تنظيمه من قبل منظمة غير حكومية وغير ربحية هي «جمعية ماراثون بيروت» التي تتمثل مهمتها بحسب موقعها على شبكة الإنترنت، في «تنظيم الجري بحماس الأحداث التي تلهم الوحدة، وتغيير أنماط الحياة بشكل إيجابي، وتعزيز العافية، وتوفر تجربة من التحدي والإنجاز والفرح والمجد لصالح لبنان، في الوقت الحاضر والأجيال القادمة على حد سواء». منذ إطلاق السباق الأول في عام 2003، نمت الماراثون بشكل ملحوظ الاعتراف المحلية والدولية. وبذلك كسبت لقب سباق الطريق البرونزي من الاتحاد الدولي لألعاب القوى، وجائزة «قوة الرياضة» من AIPSF، وجائزة لوريوس العالمية للرياضة. يبدأ مسار الماراثون في نقطة مختلفة في حي بيروت المركزي كل عام، لكنه ينتهي دائمًا في ساحة الشهداء. يشكّل الماراثون ثمانية سباقات: سباق 42 كم، سباق 42 كم (كرسي متحرك)، 42 كيلومتر، سباق 10 كيلومترات، سباق 10,000 متر، سباق 10,000 متر (كرسي متحرك)، سباق الشباب 5 كيلومترات، سباق واحد سباق الكيلومترات «الجري مع أمي». في عام 2009، اجتذب ماراثون بيروت حوالي 33,000 عداء تغطي مسافات مختلفة من 10 كيلومترات إلى 42 كيلو متر التقليدية.

### مهرجان «أناشيد بيروت»
بيروت شانتس أو أناشيد بيروت هو مهرجان موسيقي مقدس أطلقته سوليدير في عام 2007، وهو جزء من جمعية المهرجانات الأوروبية. تقام على مدار خمسة أسابيع في نهاية كل عام في الكنائس التاريخية في المنطقة الوسطى. ويشمل الموسيقى الكورستية المقدّسة، وعروض الأوركسترا للغناء، وعروض موسيقية وصوتية متنوعة. بعض الفنانين البارزين هم لا سكالا أوركسترا، جوقة جامعة سيدة اللويزة، أوركسترا السمفونية الوطنية اللبنانية، عبير نعمة، جيف كوهين، عبد الرحمن الباشا، فاديم خولودينكو، وغيرهم الكثير.
 منير الدويدي، مدير عام سوليدير، وصف رعاية شركته للمهرجان بأنه "يدعم ويؤيد جميع أنشطة الفنون والثقافة في منطقة وسط بيروت بهدف إحياء دور بيروت كمركز رئيسي متعدد الثقافات في الشرق الأوسط". " جذبت الطبعة الخامسة في عام 2012 حشودًا كبيرة تضم أكثر من 20000 شخص من جميع أنحاء لبنان.

## منطقة الواجهة البحرية الجديدة

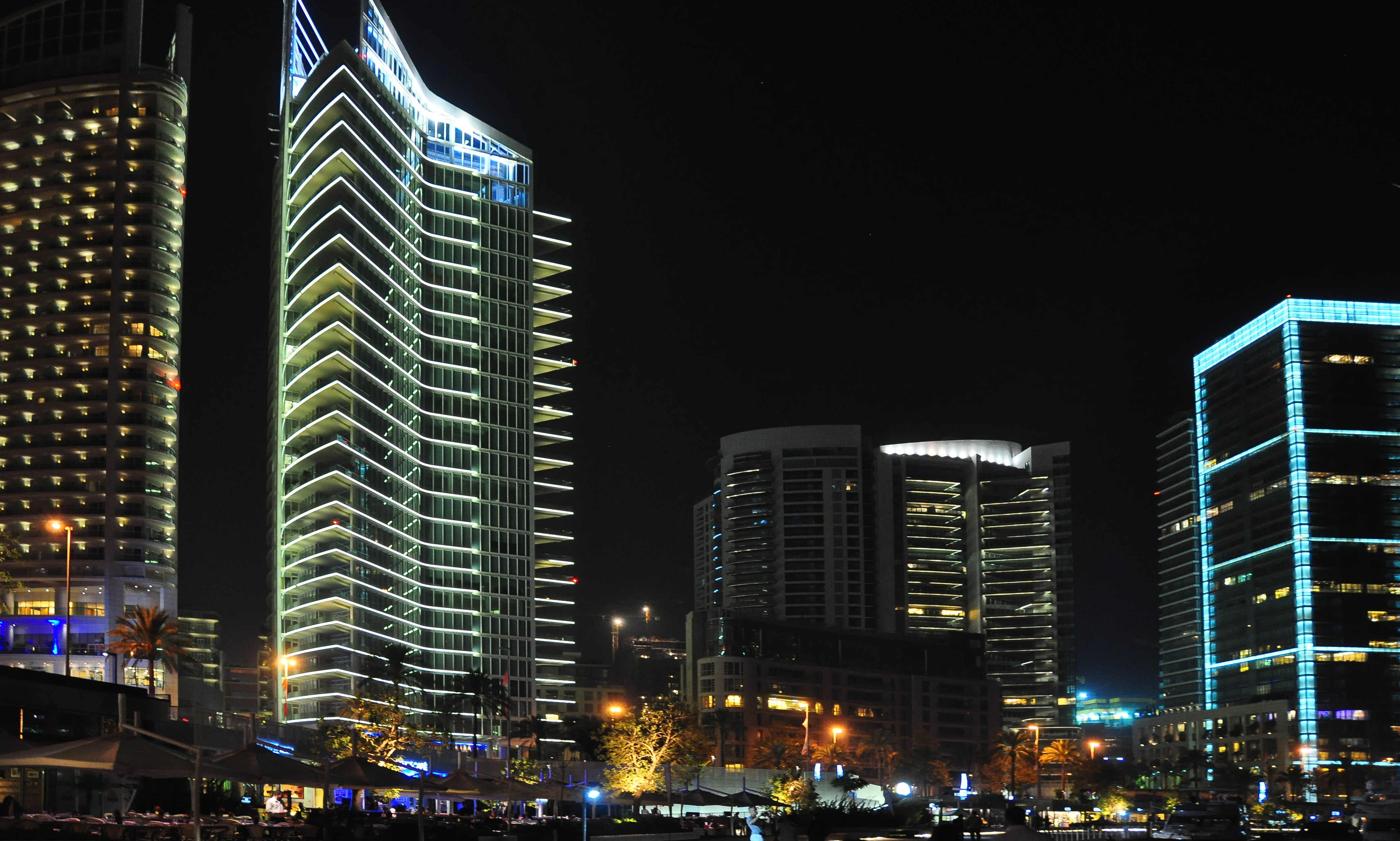
أبراج البحر في خليج زيتونة، وسط بيروت

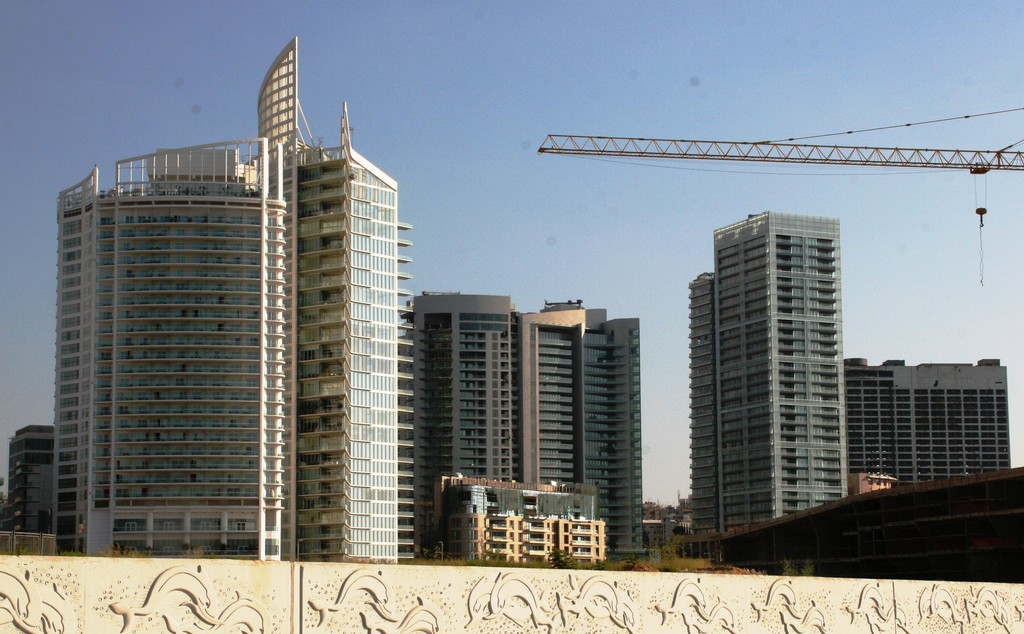

جزء كبير من منطقة وسط بيروت يقع على أرض مستصلحة من البحر الأبيض المتوسط، مما يوفر امتدادًا غير متقطع بطول 3.5 كم لشاطئ المدينة. منطقة الواجهة البحرية هي منطقة رئيسية ونشطة متعددة الاستخدامات مع مرافق مالية وتجارية وسكنية وترفيهية ومناطق خضراء واسعة وهندسة معمارية جريئة تطل على خليج سان جورج وجبل لبنان. عند اكتماله بالكامل سوف يحتوي على اثنين من المرافئ ومنتزه المدينة وكورنيش بيروت ورصيف الميناء، مع 29 هكتار من الأراضي الجديدة لتطوير المياه. تتألف المنطقة بأكملها من 73 هكتارًا من الأراضي المستصلحة شمال شاطئ البحر القديم، محاطة بنظام دفاعي مدرسي مصمم لتقاوم العواصف المئوية. إلى جانب منتزه سيسايد وكورنيش بيروت والمارينا الغربية مع الأرض والرصيف وحواجز الأمواج، يشمل المشروع كتل تطوير وملك عام يمتد شمال منطقة أسواق بيروت للوصول إلى الكورنيش وشرق متنزه سيسايد للوصول إلى الحوض الأول (مرفأ بيروت) والمرسى الشرقي المخطط له. كان منتزه شاطئ البحر مؤخرًا موضوع مسابقة للتصميم بين ست شركات هندسة معمارية دولية.
تتضمن إستراتيجية سوليدير المرحلية تخصيص منطقة مخططة بعناية للاستخدامات المؤقتة مع السماح في الوقت نفسه بتطوير المحيط. تركز الاستراتيجية من الناحية المكانية على العمود الفقري للمشاة الذي يربط بين وسط المدينة الحالي وأسواق بيروت إلى كورنيش الواجهة البحرية المدرجات. العمود الفقري مفتوح للمشي والركض وركوب الدراجات الهوائية والطائرات الورقية وغيرها من الأنشطة المماثلة. ابتكرت سوليدير معالم ثقافية وترفيهية وتجارية عبر بناء الهياكل والمساحات المفتوحة مع برنامج واسع النطاق للأنشطة، مثل مركز بيروت للمعارض. الهياكل المؤقتة الأخرى في الواجهة البحرية الجديدة التي تمثل مركز رياضي ونادي شاطئي وبار في فصل الشتاء مع العديد من المطاعم والمقاهي. تم استئجار منطقة في الجزء الشرقي من الحي إلى مركز بيروت الدولي للمعارض والترفيه (بيال)؛ ويشمل قاعات للمعارض، ومناطق للمؤتمرات، وجناح للولائم ومطعمًا على شاطئ البحر.
تشتمل الأعمال البحرية في منطقة الواجهة البحرية على شعاب مرجانية مغمورة كخط دفاع أول يمتد 100 متر باتجاه البحر على طول المدى الكامل للكورنيش - 80 قيسون من الخرسانة المسلحة، عرض كل منها 17.5 مترًا طولها 27.75 مترًا، وارتفاعها 10.5 مترًا، كخط دفاع ثانٍ. توفر البنية الفوقية كورنيش من مستويين يزيد طوله عن 1.3 كم. يوفر الحشو الخلفي خلفهم رابطة مستقرة وممشى ثالث، 5.5 متر فوق مستوى سطح البحر.
في 16 سبتمبر 2012، كانت الواجهة البحرية الجديدة موقعًا لكتلة ضخمة يحتفظ بها البابا. كانت الكتلة تتويجا لزيارة البابا بنديكت السادس عشر التي استمرت ثلاثة أيام إلى لبنان. تجمع ما يقدر بنحو 350,000 شخص على الواجهة البحرية لهذا الحدث.

### المراسي الغربية

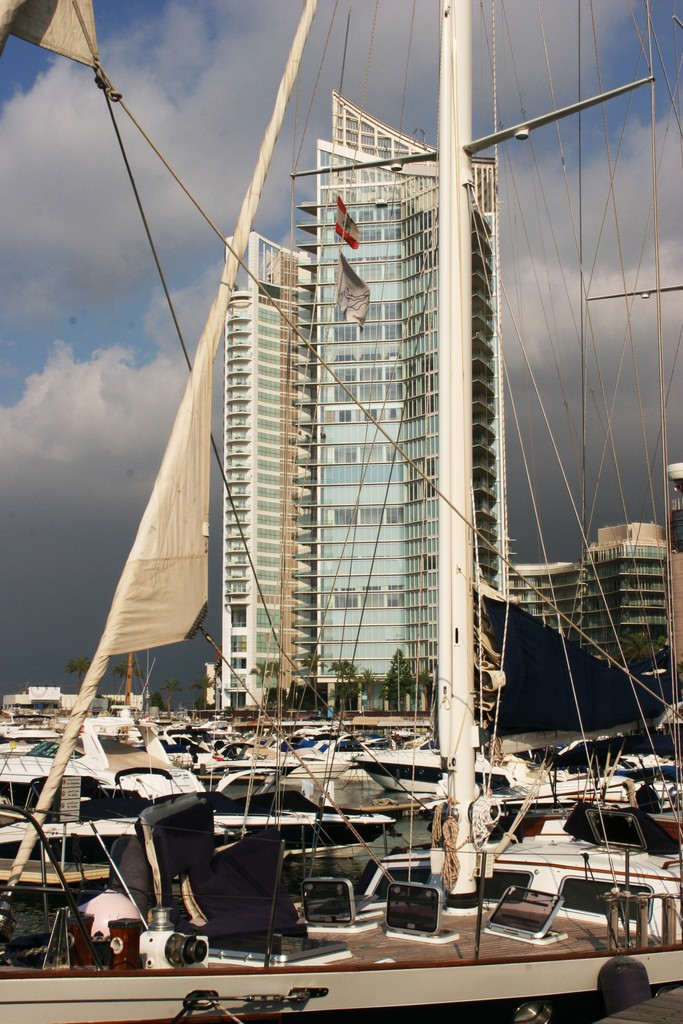
قوارب رست أمام أبراج مارينا (بيروت)

يوجد في منطقة وسط بيروت اثنين من المراسي، إلى الغرب والشرق من منطقة الواجهة البحرية الجديدة. تقع مارينا إلى الغرب من المنطقة المركزية، على مسافة قصيرة سيراً على الأقدام من أسواق بيروت، مركز بيال والنواة التاريخية. توفر مارينا مرسى لـ 164 قاربًا في المتوسط سنويًا، وقد تم افتتاحها في عام 2001. وتبلغ سعتها 186 قاربًا، تتراوح مساحتها من 5 إلى 65 مترًا، مع ثلاثة أرباع مساحة المرسى التي تستوعب قوارب يزيد طولها عن 25 متر. قامت سوليدير بتطوير وتشغيل المرسى الغربي كجزء من اتفاقها الذي مدته 50 عامًا مع الحكومة اللبنانية، والذي يشمل أيضًا موقف سيارات مخطط له على كورنيش تحت الأرض. سيبدأ البناء في مارينا في أوائل عام 2013 في الربع الشمالي الشرقي من منطقة الواجهة البحرية.

### مركز بيروت للمعارض
يعد مركز بيروت للمعارض أول مبنى مخصص للفن المعاصر في منطقة الواجهة البحرية الجديدة في بيروت. يتكون من 1200 متر مربع من مساحة معرض الفنون، مع غلافه الخارجي المغطى بالفولاذ العاكس الذي يشبه المرآة. طوبوغرافيًا يقع المبنى في بركة عاكسة من المياه تعكس المبنى ومحيطه، بما في ذلك بستان من الخيزران في الشمال وحديقة منحوتة في الجنوب. تم تصميم المركز من قبل L.E.FT، وهي شركة لتصميم المناظر الطبيعية والهندسة المعمارية ومقرها في مدينة نيويورك. وصفت LEFT المركز قائلاً: «تتيح واجهات المرايا لمركز بيروت للمعارض أن يعمل كمقياس يعكس المشهد المتغير باستمرار في منطقة الواجهة البحرية. وهي لوحة تعبيرية تجريدية. في النهاية ترى بيروت نفسها في المرآة.» تم ضم حديقة طبيعية مجاورة ومقهى خارجي إلى مركز بيروت للمعارض.

### زيتونة باي

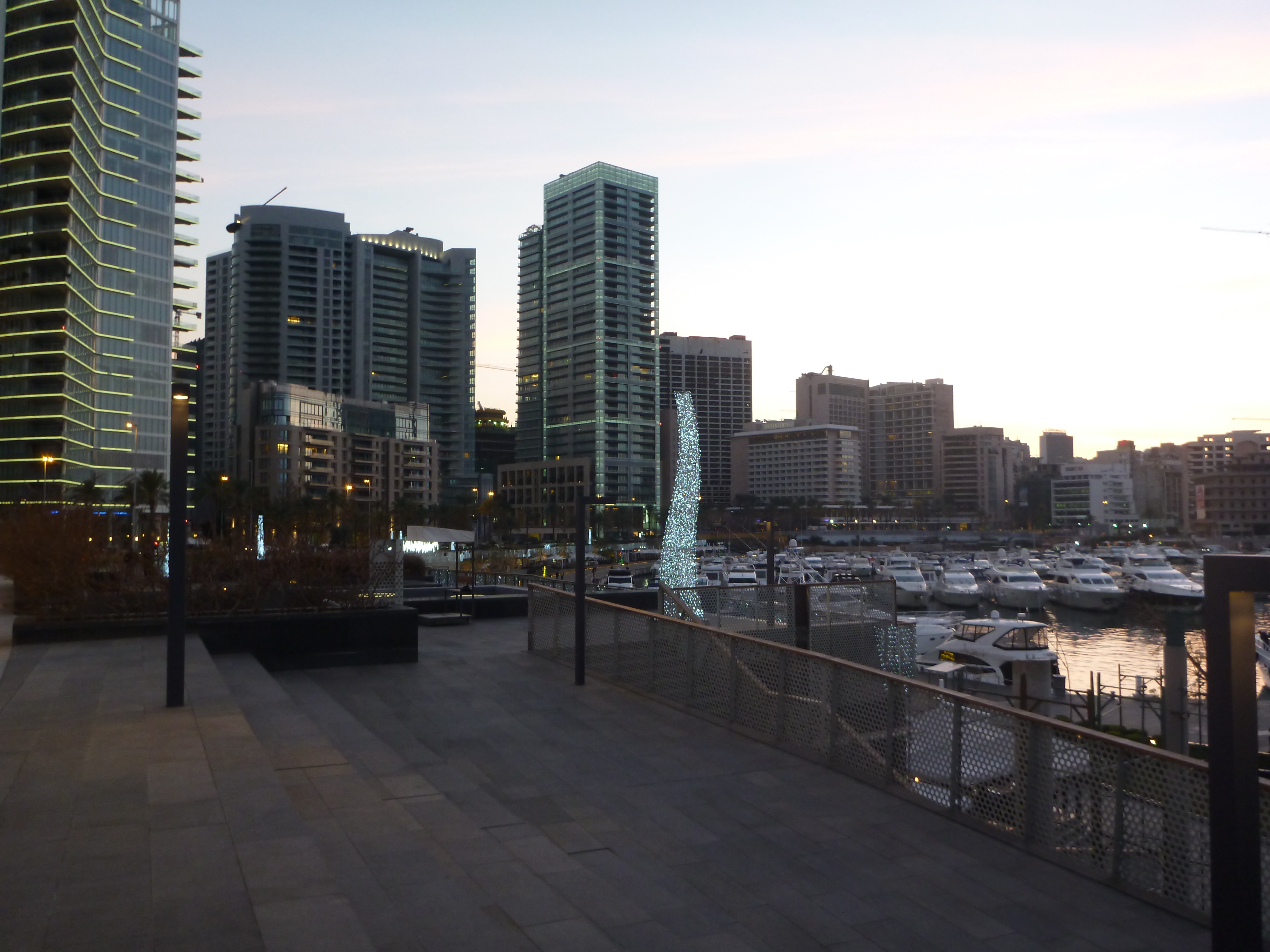
الممشى في زيتونة باي

عبارة عن قطاع تجاري وسياحي يقع بالجهة الغربية من مارينا، ويتألف من 17 مطعمًا ومقهى و5 متاجر للبيع بالتجزئة ومركزين للأنشطة ونادي لليخوت وممر. يعد مطعم رصيف الميناء وجهة رئيسية في وسط المدينة حيث تمتد المطاعم على طول مرسى بيروت، من الحد الغربي للموقع إلى مبنى نادي اليخوت في الشرق. يضم قطاع المطاعم العديد من سلاسل المطاعم والمقاهي العالمية مثل مخابز بول بالإضافة إلى العديد من المنافذ المحلية التي تقدم المأكولات البحرية والمأكولات اللبنانية أو الفرنسية.
زيتونة باي هو مشروع مشترك بين سوليدير وستو، وهو مصمم من قبل المهندس المعماري الأمريكي ستيفن هول، والمشهور بمشاريع مثل قاعة سيمونز في معهد ماساتشوستس للتكنولوجيا ومجمع لينكد هايربرد في بكين. يعتبر المشروع بمثابة شاطئ حضري حيث يمتد كورنيش بيروت الحالي وممشى البحر الجديد في سلسلة من المنصات المتداخلة، التي تذكرنا بالأمواج البحرية، وتوفر مساحات واسعة في الهواء الطلق. تستضيف هذه الأماكن العامة المفتوحة الأحداث الثقافية والحفلات الموسيقية والمعارض الفنية ومجموعة متنوعة من الاحتفالات الموسمية. يبقى المبنى المؤلف من طابق واحد تحت مستوى الشارع، حيث تشكل الأسطح استمرارًا لكورنيش بيروت. تصميم المناظر الطبيعية لساحة الدخول، رصيف الميناء والكورنيش على الرصيف، يخلق شرفات في الهواء الطلق في شكل «شاطئ حجري» على المطاعم والمحلات التجارية. يمكن الوصول إلى زيتونة باي لعامة الناس من خلال المتنزه الموجود في الطابق العلوي الذي يربط الرصيف العام بممر المرسى في بيئة خالية من المركبات يمكن الوصول إليها من خلال 7 نقاط وصول للمشاة مع مرافق مواقف عامة مجاورة للسيارات تحت الأرض. يستوعب نادي اليخوت ثلاثة طوابق. المحلات التجارية الحصرية على مستوى المرسى؛ نادي لليخوت و 53 شقة مفروشة ومجهزة على أحدث طراز في الطوابق الثلاثة العليا، مع غرفة نوم واحدة وغرفتين وثلاث غرف نوم. يوفر مركزان للأنشطة جميع الخدمات المتعلقة بالبحر وأنشطة الرياضات المائية مثل استئجار القوارب واليخوت والزلاجات المائية ورحلات صيد الأسماك والغوص وركوب القوارب ودروس التزلج على الماء والإبحار بالمراكب الشراعية.«زيتونة» تعني حرفيًا الزيتون، هو الاسم القديم للمنطقة في فترة ما قبل الحرب الأهلية اللبنانية.

### مركز بيروت الدولي للمعارض والترفيه

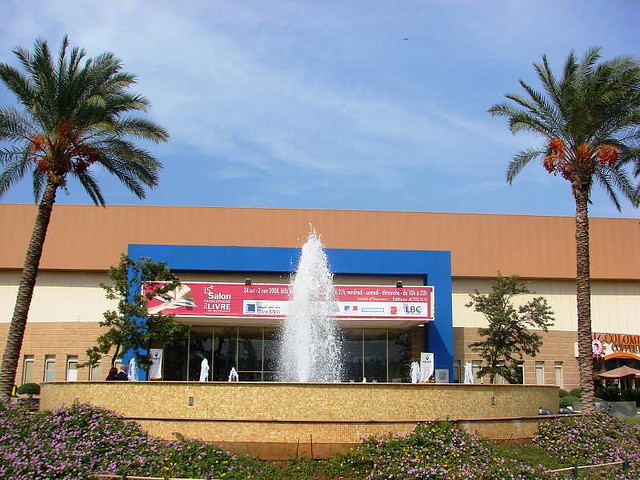
مركز بيروت الدولي للمعارض والترفيه أثناء استضافة معرض الكتاب الفرنكوفوني

مركز بيروت الدولي للمعارض والترفيه (بيال) هو مركز متعدد الاستخدامات يتألف من 82,000 متر مربع من المناطق متعددة الوظائف: 10,000 متر مربع عبارة عن مساحة عرض داخلية خالية من الأعمدة، ومساحة عرض خارجية تبلغ 25,000 متر مربع، ومركز مؤتمرات على أحدث طراز وقاعة احتفالات كبيرة ومواقف سيارات واسعة. يستضيف مركز بيال ويخدم مجموعة واسعة من الأحداث مثل المعارض التجارية المهنية وعروض المستهلكين العامة والحفلات الموسيقية والمؤتمرات والندوات وحفلات الزفاف وحفلات العشاء. يستوعب المركز أيضًا العديد من الحفلات الموسيقية بسعة 9,000 شخص جالس أو 20,000 شخص واقف. تم تجهيز المركز أيضًا بقدرة وقوف السيارات 42,000 متر مربع مع وصول المركبات الثقيلة. تقع بافيليون رويال بجوار مبنى مركز بيال الرئيسي؛ هي عبارة عن قاعة مساحتها 2,000 متر مربع مع ارتفاع 8 أمتار وواجهة زجاجية تبلغ مساحتها 56 مترًا وتواجه الواجهة المتوسطة التي يمكن أن تستوعب ما يصل إلى 1,500 ضيف لحفلات الزفاف وحفلات العشاء وحفلات الكوكتيل وإطلاق الشركات والمؤتمرات والمناسبات الأخرى. يحتوي مركز بيال أيضًا على 1,200 متر مربع من قاعات المؤتمرات متعددة الأغراض تحت الأرض: قاعة كبيرة بسعة 9,000 شخص، وغرفتي مؤتمرات بسعة 700 شخص لكل منهما.

### مركز بيروت للياقة البدنية
تم تطوير مركز بيروت للياقة البدنية بواسطة شركة سوليدير في منطقة خاصة ضمن الواجهة البحرية الجديدة للبرامج المؤقتة، والتي من المتوقع أن تعمل لمدة تتراوح بين 8-10 سنوات. الهدف من هذا المركز هو إنشاء أنشطة من شأنها خلق وجهات عامة جديدة تصل إلى العمود الفقري المركزي للمشاة في المدينة، بما فيها أسواق بيروت وشارع ويغان. يغطي المركز 8,700 م2 يخدم 2,000 عضو. يوجد حديقة خضراء قيد التنفيذ بمستوى مرجعي جديد، أي أقل من مستوى الشارع بمقدار 6 أمتار. بخلاف المرافق الرياضية الحضرية التقليدية والصالات الرياضية، والتي عادة ما تكون مغلقة ومضمونة داخل المباني، يعتمد مركز بيروت للياقة البدنية على اتصاله والتعرض للمساحات الخارجية. يتطور المشروع حول ساحة خارجية تبلغ مساحتها 1,260 مترًا مربعًا وملعبي تنس في الهواء الطلق مساحتهما 1,222 مترًا مربعًا يقعان في المستوى المرجعي الجديد. تقع مساحات الأنشطة الداخلية، بما في ذلك مناطق اللياقة البدنية والألعاب المائية، وملاعب الاسكواش، وغرف القراءة، والمساحات متعددة الأغراض على طول محيط الفناء الخارجي وملاعب التنس مفصولة فقط بألواح زجاجية كاملة الارتفاع قابلة للتشغيل.
يتم إدراج الخدمات بما في ذلك الدش والخزائن وغرف العلاج والمناطق الفنية في شريط ضيق طويل بطول المحور الشمالي الجنوبي على الجانب الغربي من قطعة الأرض. تم تسليط الضوء على مستوى سطح الأرض بمساحة 5,690 مترًا مربعًا من الأرضية الخرسانية المطلية بالإيبوكسي والتي تمتد على مجمل السطح، لتعمل على تحديد المساحة المفتوحة وإعطاء النفاذية للمركز، خاصة فيما يتعلق بعمود المشاة على الحافة الشرقية ولا توجد كتلة مبنية على مستوى الأرض. يمثل الشكل البيضاوي مسارات السيارات ومواقفها حول المحاكم والفراغات المفتوحة إطارًا لأنشطة المشروع. يمكن الوصول إلى المدخل ومركز اللياقة البدنية من الجانب الغربي من الموقع ويتم تمييزه برواق بطول 40 مترًا.